# 高速バス

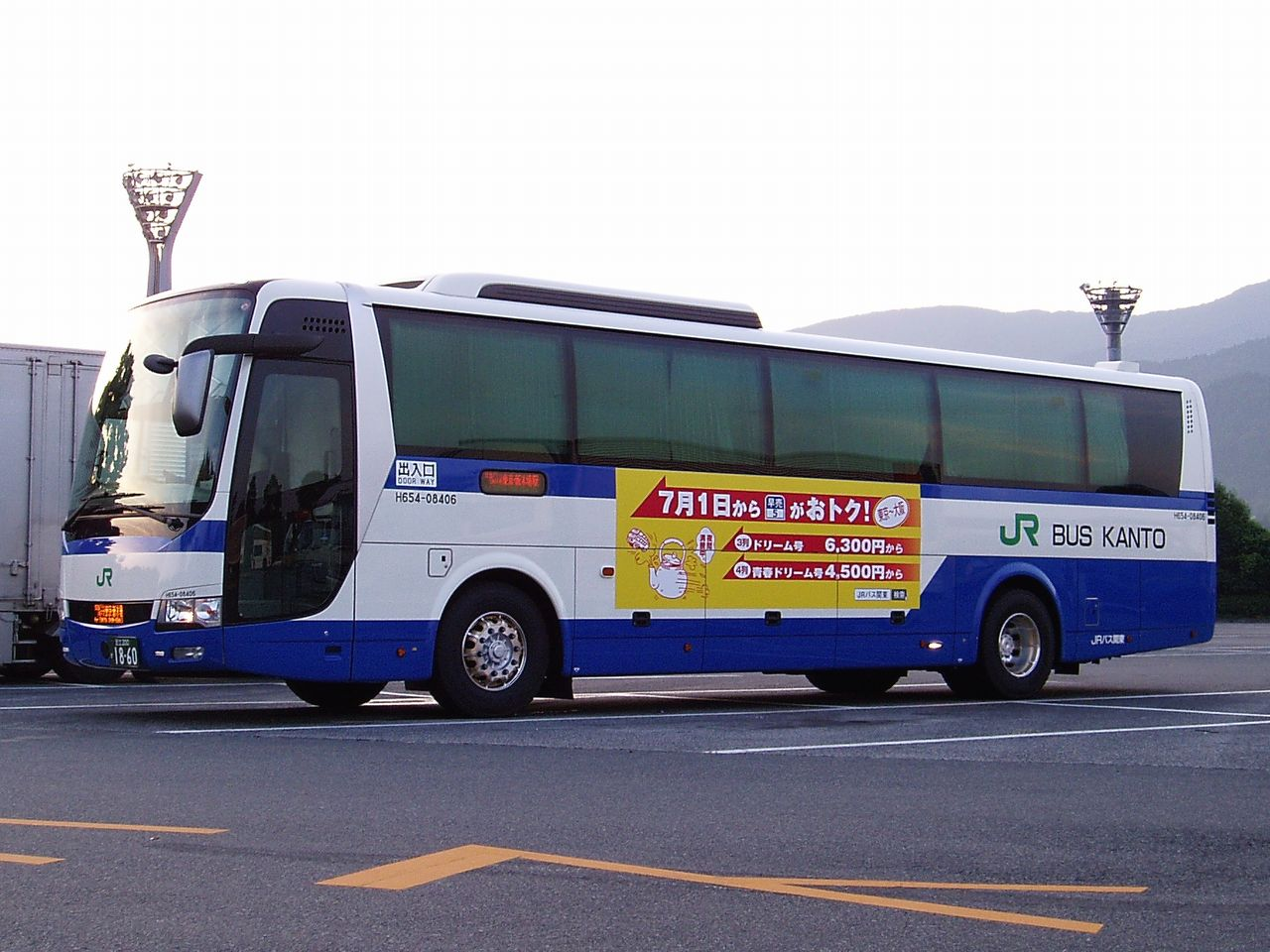
JRバス関東 西日本JRバス 青春ドリーム大阪号

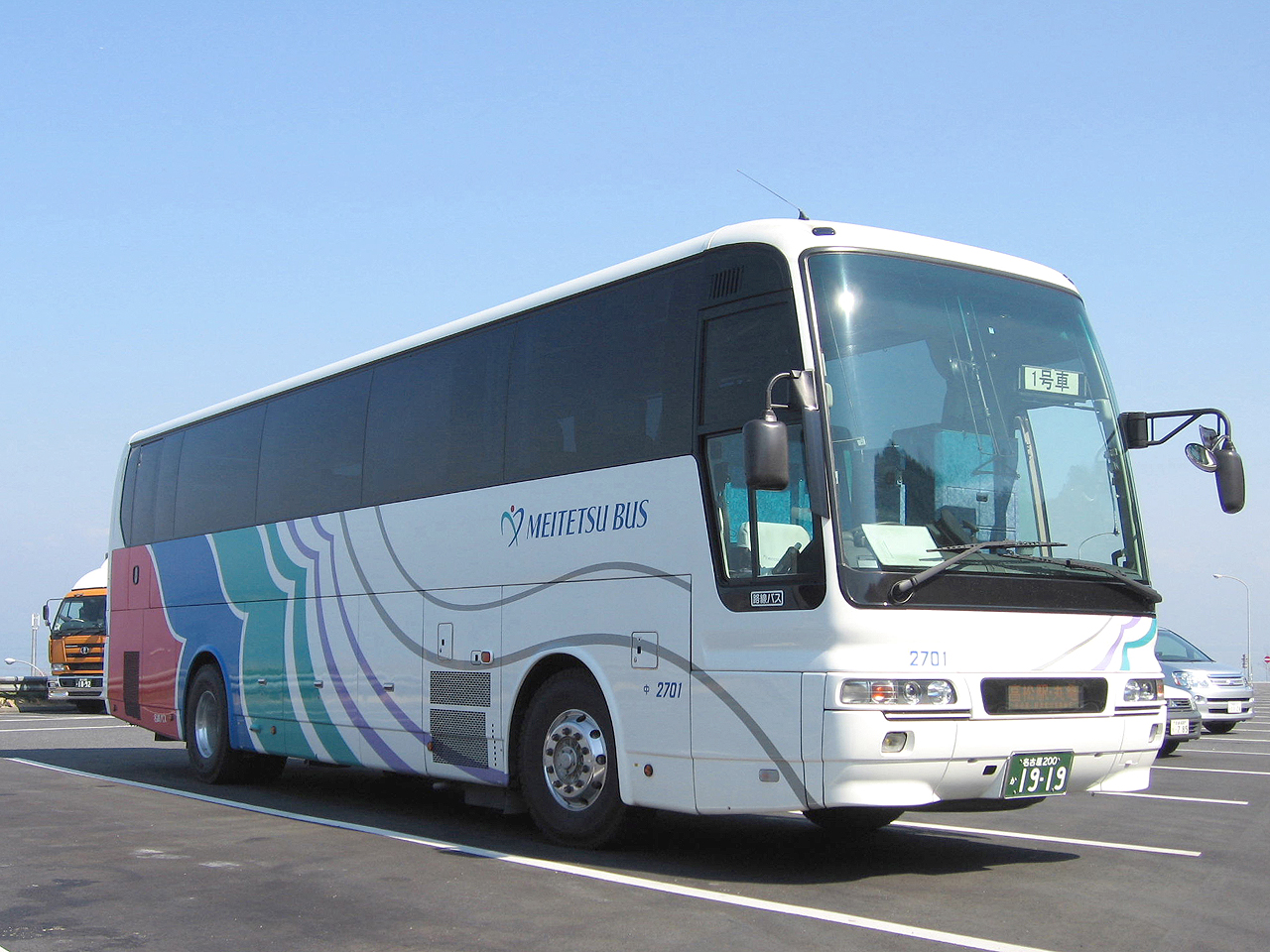
名鉄バス さぬきエクスプレス名古屋号

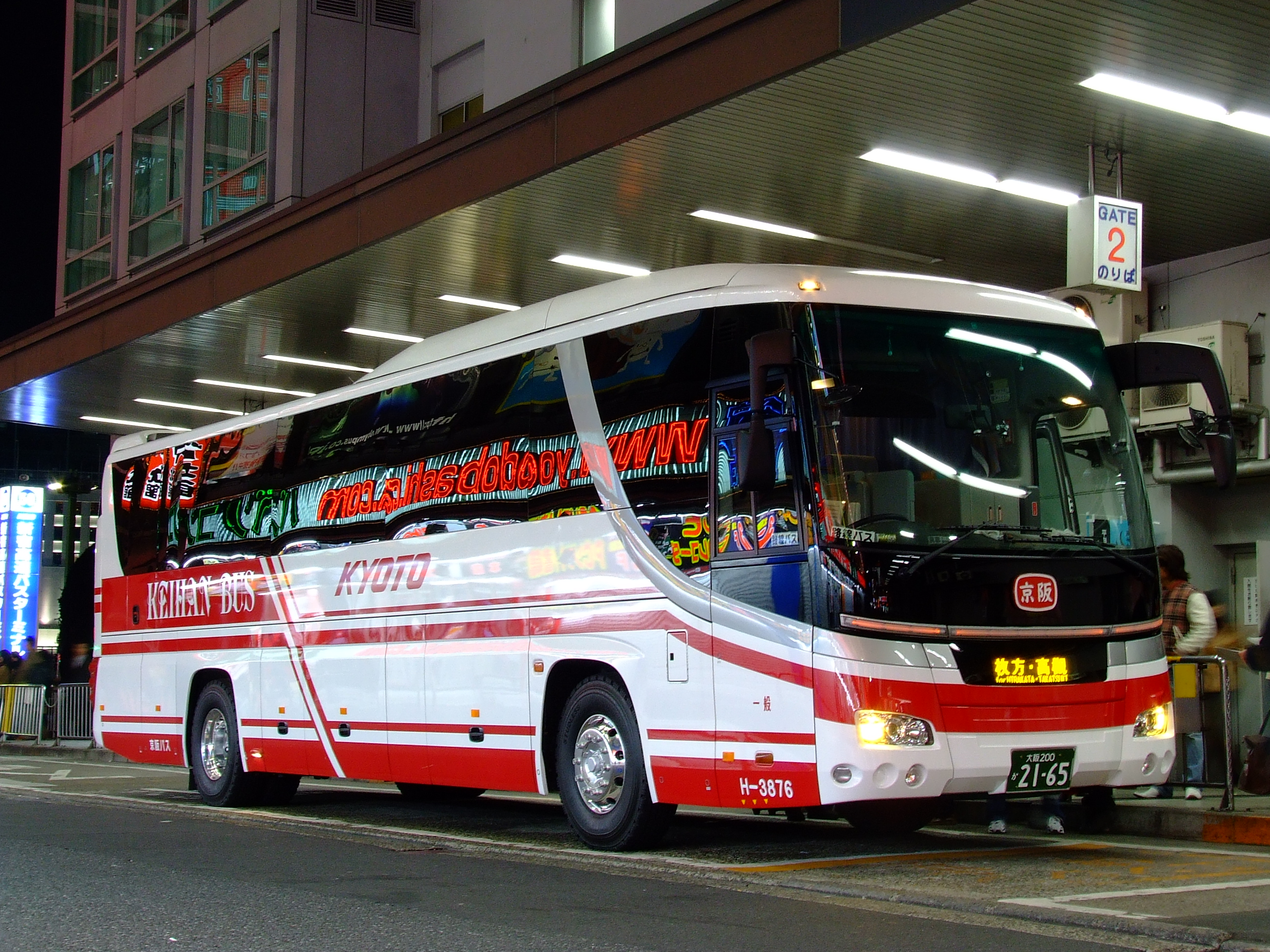
京阪バス 東京ミッドナイトエクスプレス京都号

高速バス（こうそくバス）とは、主に高速道路を通行する路線バスのことを指す。以下、特記の無い限り、日本国内の高速バス（道路運送法第3条に規定される「一般乗合旅客自動車運送事業」の形態として運行されるバス）について記述する。

## 概要
日本の法令では道路運送法第3条の規定のほか第5条において、路線を定めて定期に運行する自動車による乗合旅客の運送（路線定期運行）に関し、国土交通省へ許可申請が必要となる。道路運送法施行規則 第10条において「専ら一の市町村（特別区を含む。以下同じ。）の区域を越え、かつ、その長さが概ね五十キロメートル以上の路線又は空港法第二条に規定する空港若しくは同法附則第二条第一項の政令で定める飛行場を起点若しくは終点とする路線において、停車する停留所を限定して運行する自動車により乗合旅客を運送するもの」を長距離急行運送等として運賃届出が区分され、同15条の13にて運行計画の届出が定められている。日本の高速バスの多くが長距離急行運送等に該当する。
一般的には、距離が数十から数百 kmの都市間輸送（北海道や沖縄県以外では都府県を跨ぐ事例が多い）、ないしは都市と観光地を結ぶものの中で、高速道路を利用するものを指す。ただ、「高速バス」という語の法律的な定義はされていない。そのため旅行業者が自社商品（貸切バスを利用したツアーバス）を「高速バス」と呼称する事例もあった。高速道路上では「路線バス」と記載されている。観光バスなどとの識別のため、バスのフロントガラスの運転席寄りに「路線バス」の表示を掲示している。
空港へのアクセスを担う高速バスは事業者によってリムジンバスとも案内されるが、リムジンバスを高速バスの下位概念と見なすことがある。高速道路は通過しないが中長距離の都市間連絡を担う特急・急行バスも場合によっては制度上は高速バスと同等に扱う。
特急・急行バスは多くは一般道経由のバスとして高速バスと区別されるが、事業者によっては高速バス内の上位種別として特急・急行バスと称する場合や、路線名としてそのように称する場合もある。また、路線全長の内、高速道路走行区間が短い路線を準高速バスと称する場合もある。
東名ハイウェイバス、名神ハイウェイバス、中国ハイウェイバスの各停便は、種別が急行となる。ただし、名神ハイウェイバスの急行便は2006年（平成18年）現在名称上廃止している。
高速道路を通過する際には、法規によりバスの着席定員を超える乗客を乗せて運行することが禁止されているため、所要時間1〜2時間程度までの短距離路線などの一部を除き、事前に席を予約する座席指定制を採用することが多い。一部では、一般路線バスと同様に予約不要ではあるが定員を超えて乗車できない定員制を採用している。また、ほぼすべての路線で全席禁煙となっている。
他の交通機関と比較して料金が安価である場合が多い。一方、鉄道と異なり道路を利用する関係上、天気などの気象条件のほか、大型連休・旧盆・年末年始などの行楽シーズンや、集中工事期間、突発的な交通事故などの発生による渋滞・交通規制などにより、定時運行ができないことがある。以下の記載は、基本的に路線バスとしての高速バスに限定して記述する。

## 車両
観光バスタイプの車両に類似するが、路線バスとして運行するため行先表示器・自動放送装置・降車ボタン・運賃表示器・運賃箱等の一般路線バス車両と同様の機器を取り付けている。逆に不要となる出入口部のバスガイド席や客席のマイクなどは装備されていない。ただし、完全予約制の路線やツーマン運行の路線などについては自動放送装置・運賃表示器・運賃箱を有しない車両が使用される場合もある。
室内の座席はほとんどがリクライニングシートで、昼行路線が3列(2+1)または4列、夜行路線が3列独立シートの場合が多く、車両によってはこれらを組み合わせて等級を設定していることもある。また、わずかながら2010年代後期あたりからホスピタリティを重視した2列独立かつ個室ブース化した座席も登場するようになった。なお2+1タイプの3列シートでは、出入口側に通路がある車両と運転席側に通路がある車両が混在する。
また、観光バスとして用いていた車両に運賃箱や放送装置等を取り付けて高速バスに転用した車両も多い。観光バスからの転用の場合、ある程度の距離を走る路線でもトイレが無い場合がある。西日本鉄道等では夜行用車両を昼行用に転用したことがある。逆に、JRバス関東では昼行用車両を独立3列シートに改造の上で夜行用に転用したことがある。
黎明期の高速バスでは、通常に比べ出力（馬力）の大きい専用のエンジンを搭載したバスをメーカーに特別注文したものもあった（その代表例が国鉄専用型式）が、通常の観光バスと比べ価格が高く、また市販の観光バスの車両も出力が大きくなったために必要性が薄れ、現在では製造されていない。
ただし前述のように各メーカとも、通常の観光バスをベースに行先表示器（サボで代用する場合もある）など路線バスとしての装備と、車内を最小限の簡素な仕様とした高速バス向けの車両を用意している。さらに夜行高速車の場合、3列シート、交代乗務員の床下仮眠室など夜行バス向けの装備と、高出力エンジンと制動力に優れたフルエアブレーキを装備したインターシティ仕様を各メーカーが設定している。
またコストダウンとバリアフリー化のため、近距離高速バスについては高出力エンジン仕様のトップドア路線バスや、いわゆる「ワンロマ」をベースとした車両もあり、一部事業者（特に首都圏や九州地方）で集中的に導入されている。
一部事業者では、運行コスト削減のためマイクロバスを使用する事例もある（中国バスが運行していたフライングフィッシュ号やオーシャンライナー、南部バスの軽米高速線、北九西鉄タクシーの福北リムジンバス、神園交通のすーぱーばんぺいゆなど）。また、曜日限定ではあるもののジャンボタクシー車両を使用した路線も存在した（両備バスがかつて運行していた広島つやまエクスプレス）。
中長距離用の場合、車両中央部の床下または最後部に便所を設けてあるものが多いが、盆や正月などで増便する場合、観光バス車両などトイレを設置していないバスが使用されることがある。その場合には高速道路のサービスエリア・パーキングエリアでの休憩時間をこまめに設定することがある。また、高速バス自体は禁煙となっているため、休憩先の喫煙所は、高速バスが停まっている間は混雑する傾向にある。トイレはハイデッカー・スーパーハイデッカーでは中央部か最後部、ダブルデッカーでは1階の最後部に設置されている例が多く見られる。設置場所の制約からコンパクトにまとめられており、下の写真にあるように、用を足すための最小限の広さのものが多いが、広さを横幅いっぱいに拡大し、便器のほかに洗面台や鏡を備えたパウダールームを設置している例もある。
床下には大きな荷物を収納するためのトランク（荷物入れ）が設置されており、車外から車体側面下部にあるトランクリッドを開けて荷物を出し入れするようになっている。また夜行高速車では床下もしくは最後部、2階建て車の場合は階下席前扉脇にカプセルホテルに似た形状の乗務員仮眠室も設置されており、運転しない乗務員は横になって仮眠することができる。床下配置の場合は中央床下トイレの脇に仮眠室の出入口があり、また外部からもトランクルーム同様のドアがあり出入りが可能になっている。続行便等で仮眠室を装備していない車両を使用する場合は、運転席後部の座席を仮眠スペースとして使用するケースが多い。JRバス各社では、中継地点で乗務員交代を実施する路線では夜行高速車であっても仮眠室を省略するケースがある。
かつては長距離路線を中心にAVサービス機器（ビデオやテレビ放送の放映、マルチチャンネルオーディオ、ラジオなど）が装備されていたが、近年は縮小・省略の傾向にある。座席に個別の液晶テレビを備えている例もある。また長距離路線を中心に給茶機・冷蔵庫によるセルフサービスでの飲物の提供、あるいは自動販売機による飲物の販売、100円硬貨もしくはテレホンカード専用車内電話などの設備・サービスが実施されていたが、これらも縮小・省略の傾向にある（自動車公衆電話は、NTTドコモのPDC方式の携帯電話が2012年3月31日を以て停波した際に自動車公衆電話サービス自体も終了しているため、それに先だってあるいはそれに併せる形でサービスを終了し、自動車公衆電話端末を撤去している）。一方、近年では乗客がノートパソコンやスマートフォンを利用して車内でインターネットに接続することを可能にするため、車両に公衆無線LANを導入したり、座席にモバイル機器充電用のコンセントやUSBポート を設置したりする事例も増えている。
同一の区間で設備と運賃に格差をつけた複数の便が運行されている例がある。また同じ車両であっても設備と価格に格差をつけている場合がある。
高速バスで使用される車両の寿命は、目安として走行距離が100万kmを超えた頃とされており、運行距離が長い路線の車両では10年を待たずに新車と入れ替えて廃車にされるサイクルにあった。しかし、2010年代に入ると観光バスの需給が逼迫し始めたことから、徹底した整備を施し高速路線で運用を続けたり、観光バスへ転用される車両もみられるようになっている。中古車市場では、極端な多走行車であっても取引が行われる事例がある。

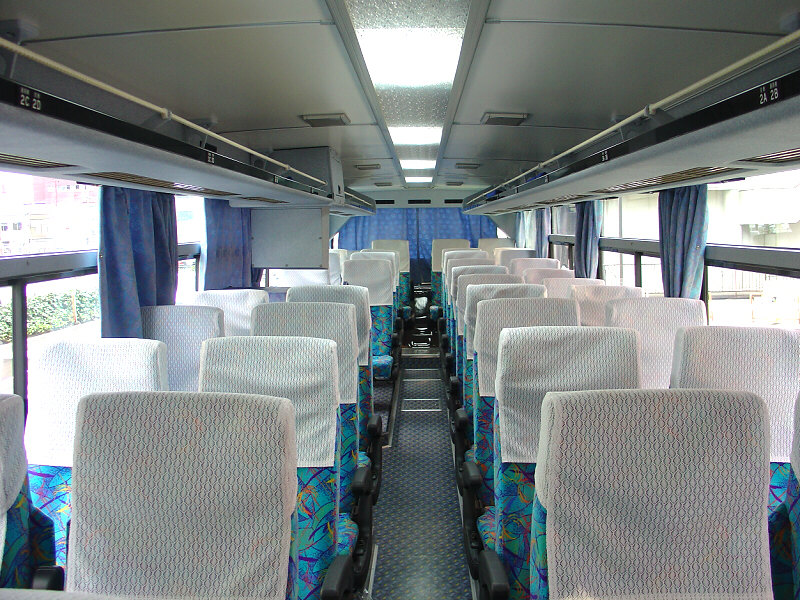
4列シートの高速バス車内の例
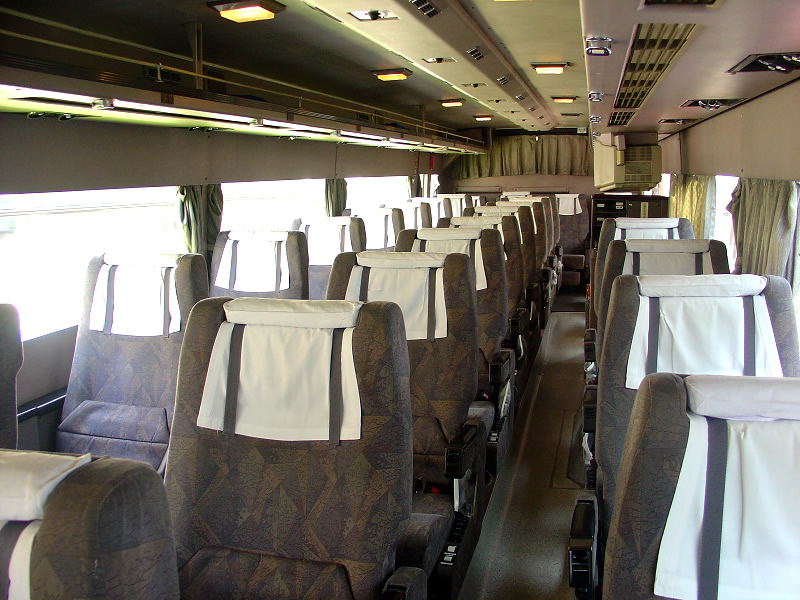
3列シートの高速バス車内の例
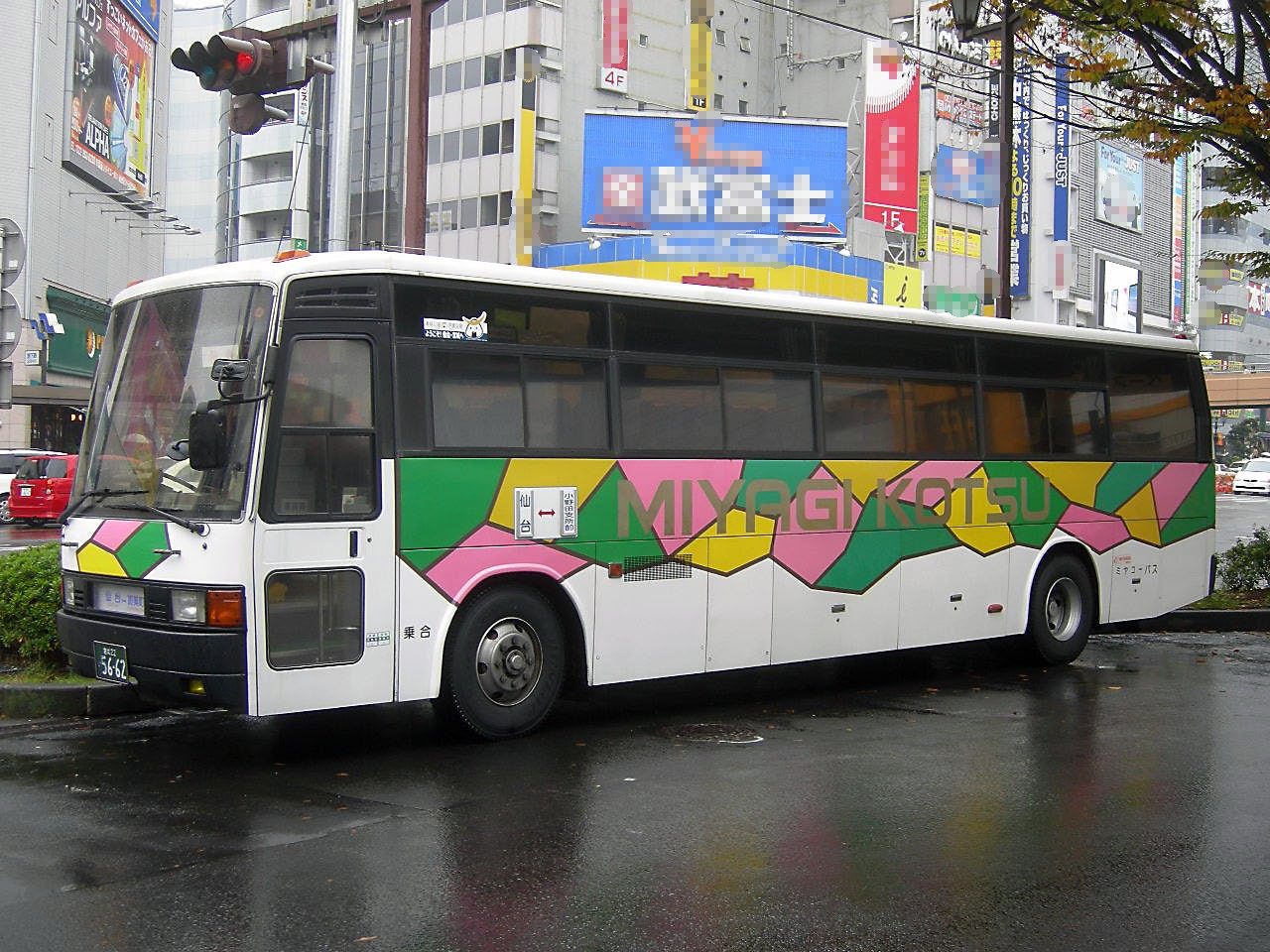
観光バスの改造により高速バスに転用した車両の例（ミヤコーバス）
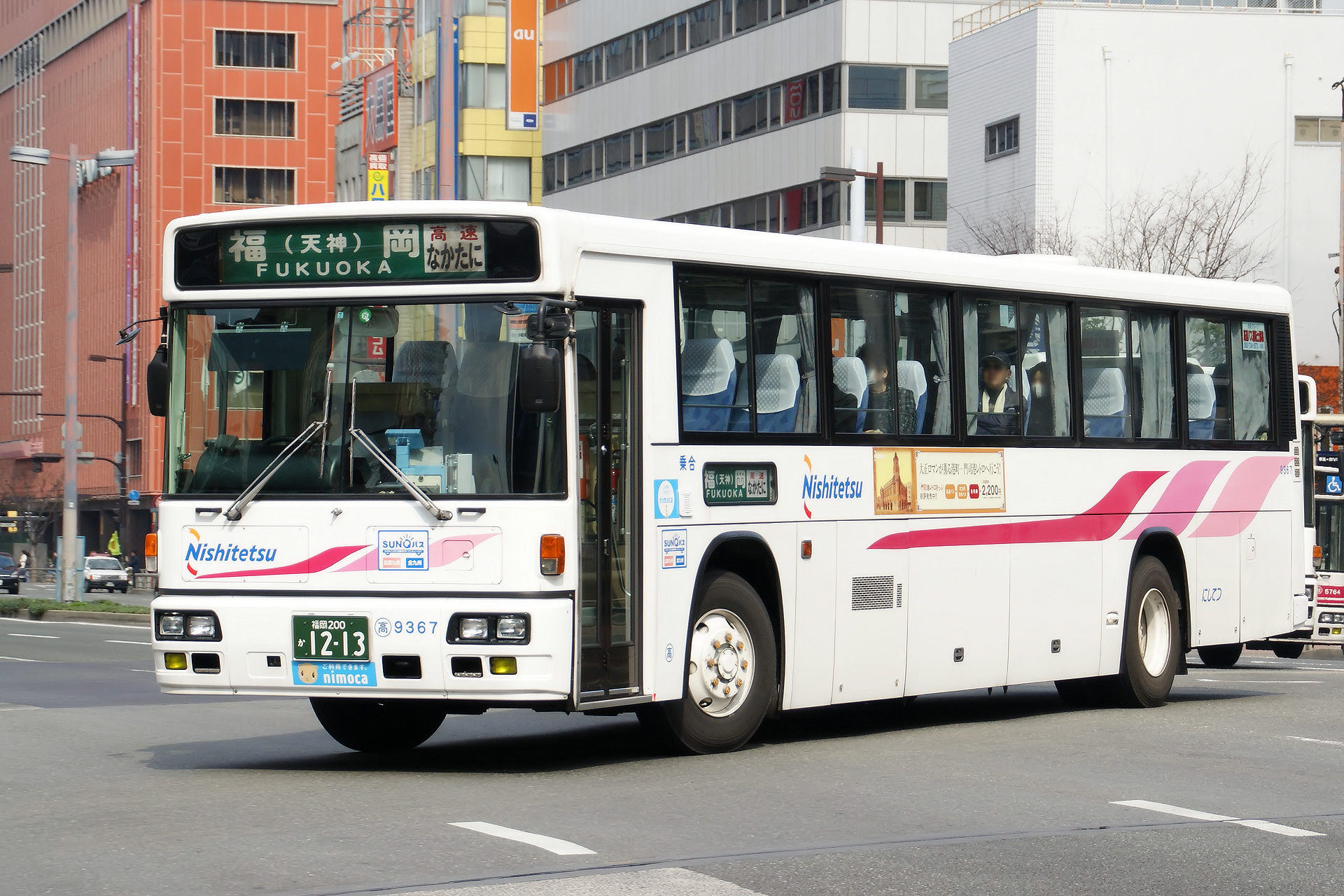
路線バスをベースとした車両の例（西日本鉄道）
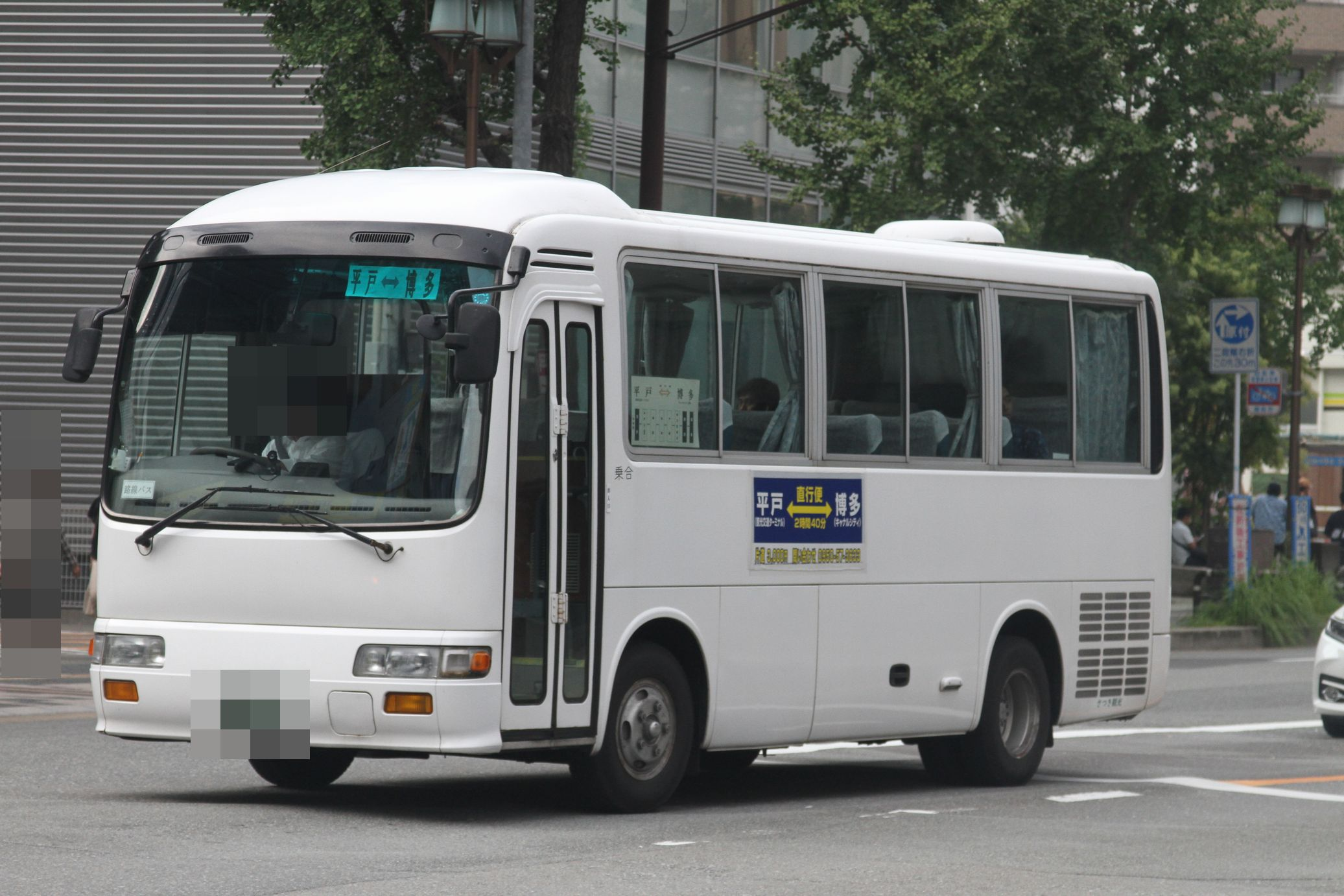
小型車の例（さつき観光）
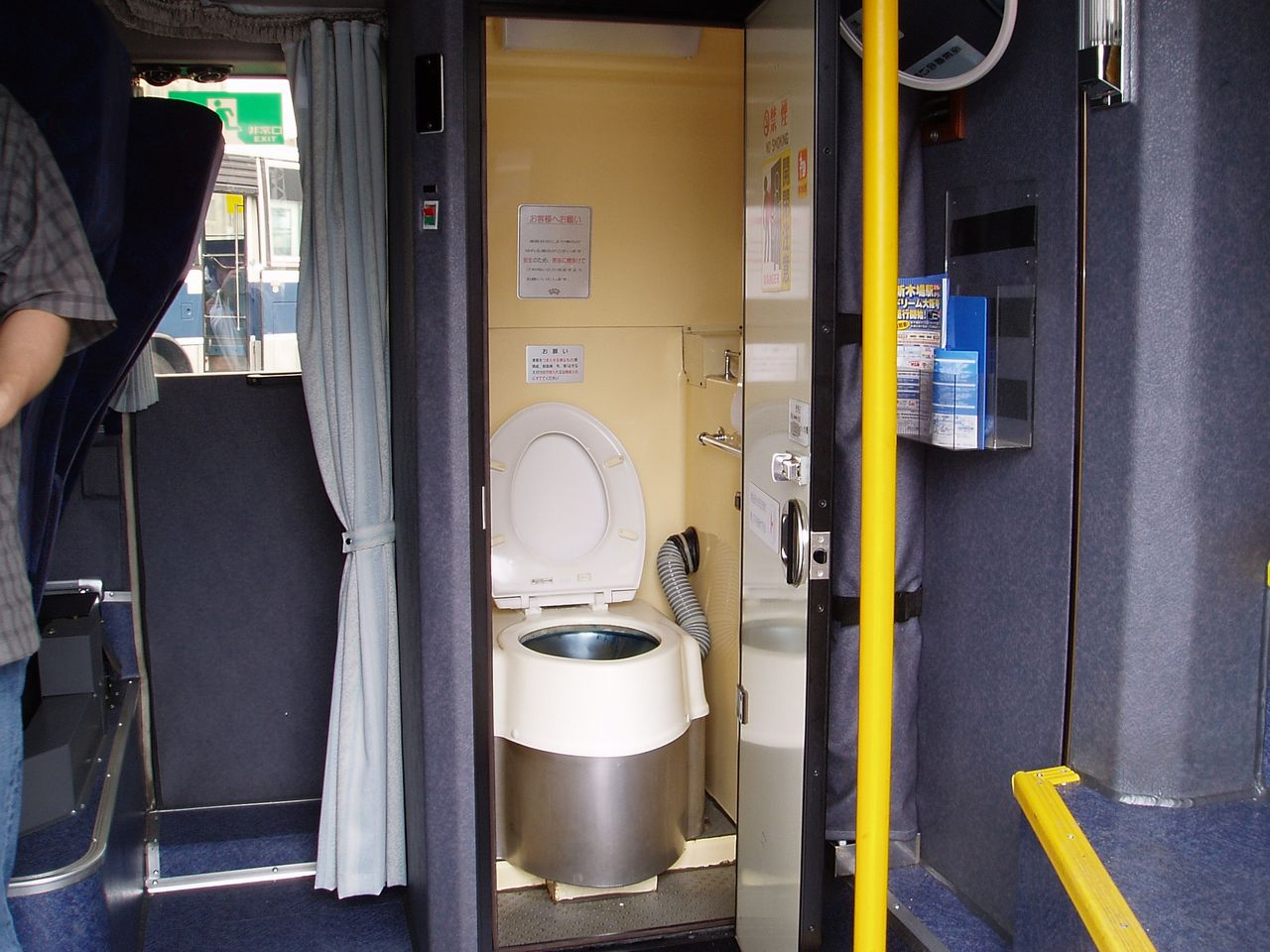
高速バスの車内トイレの例
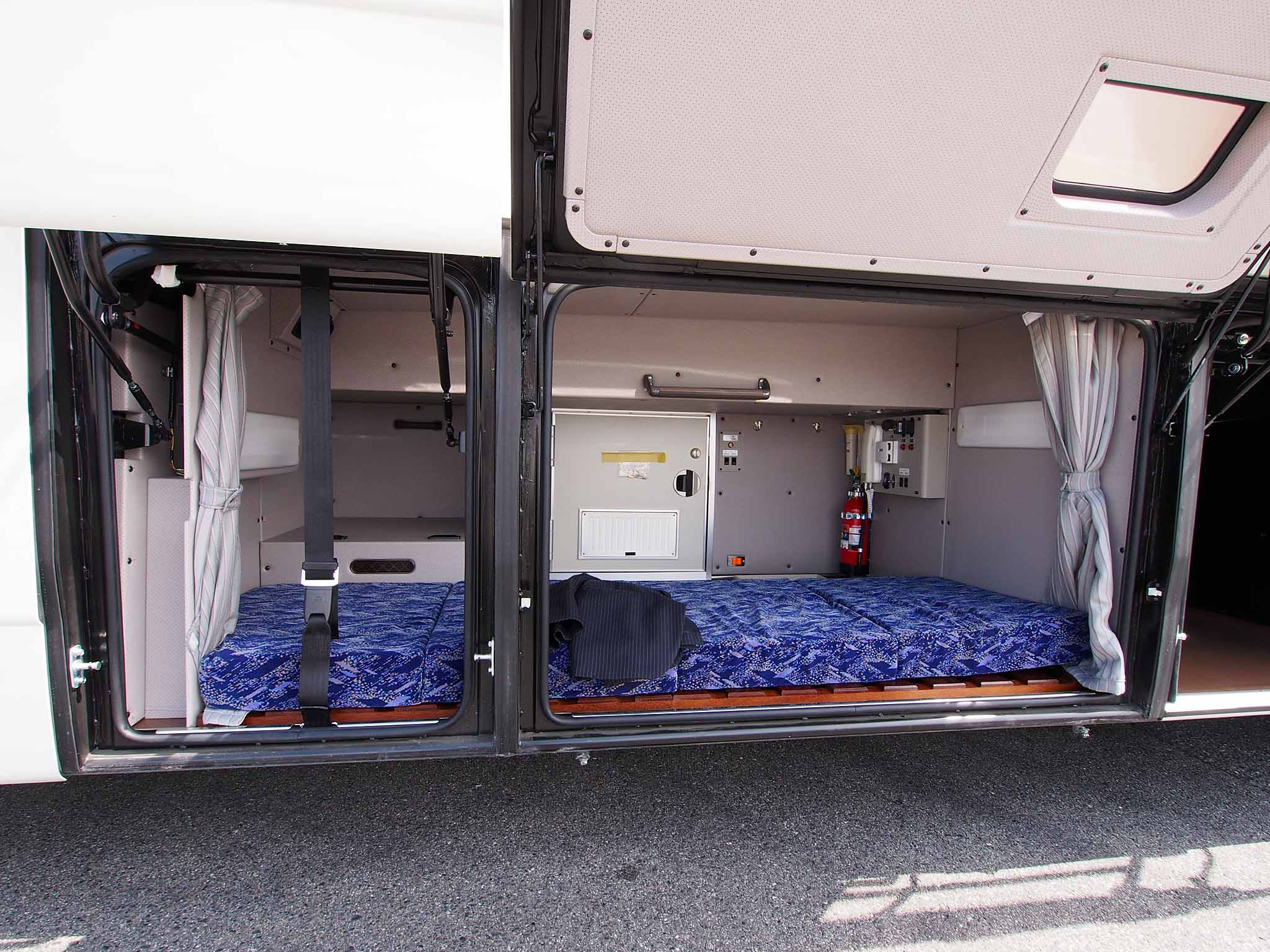
夜行高速バスの床下仮眠室の例（三菱ふそう・エアロエース ハイウェイライナー）
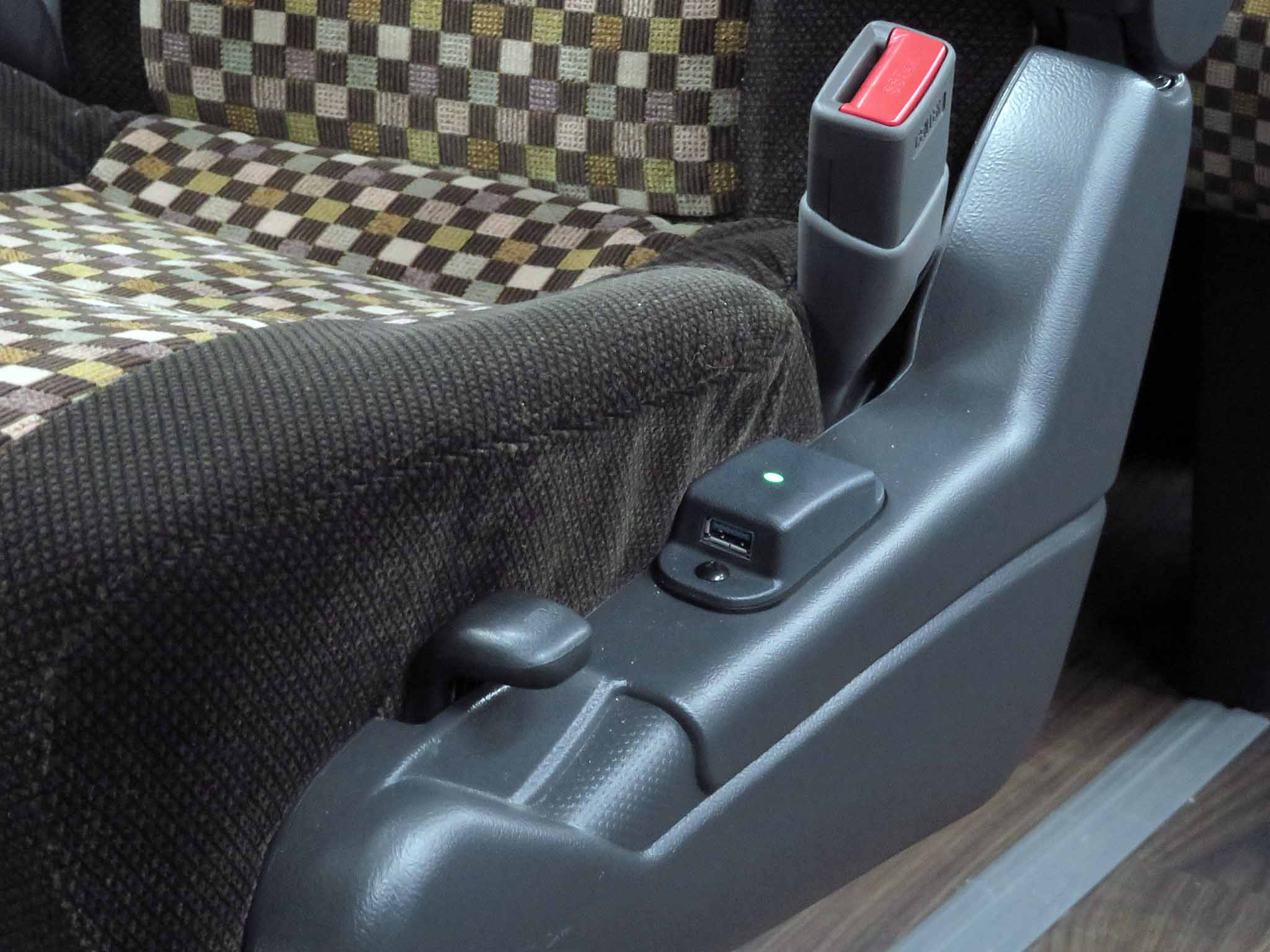
高速バスの客席に設置された充電用USBポート

## 沿革

### 1950年代・高速道路開通前
戦前にも盛宮自動車（盛岡 - 宮古間）や濃飛自働車（現在の濃飛乗合自動車）（岐阜 - 高山間）、名飯急行バス（名古屋 - 飯田間）や省営自動車広浜線（広島 - 浜田間）など長距離路線が存在したが、並行する鉄道の影響による廃止が相次ぎ、また第二次世界大戦による燃料統制でバスの運行は極めて困難な状態となった。
戦後、燃料統制が解除された1950年代から再び長距離路線が増え始める。1950年（昭和25年）には一畑電気鉄道（現一畑バス）が広島 - 松江線を直通急行バスとして運行開始(1960年には 広島電鉄バスも参入)。九州の福岡 - 熊本間（西日本鉄道・九州産業交通）や福岡 - 小倉 - 大分間などで長距離バスの運行が開始され、その後は自動車技術の発達や、舗装や拡幅、車線の上下完全分離などといった道路改良に伴って、各地に一般道路経由の長距離バスが誕生した。
- 1947年（昭和22年）6月 - 全但交通が 豊岡 - 姫路 - 神戸 間 で直通運行を開始（165.5 km）
- 1950年（昭和25年）4月 -  日ノ丸自動車・神姫合同自動車が、姫路 - 大原 - 鳥取 線を開業
- 1950年（昭和25年）10月 - 一畑電気鉄道が松江 - 広島線を開業（195 km）
- 1955年（昭和30年）- 北海道中央バスが 札幌 - 千歳 - 室蘭 線を開業（131 km[5]）
- 1958年（昭和33年）3月 - 関門国道トンネル開通に伴い関門急行線（山口 - 福岡線）が開業（173 km[5]）
- 1961年（昭和36年）7月 - 東京急行電鉄（現東急バス）が東京 - 長野線を開設（230 km[5]）
- 1962年（昭和37年）8月 - 東北急行バスが東京 - 仙台・山形・会津若松線を開設（384 km[5]）

関門急行線以降、長距離バスにはパワーステアリング・エアブレーキ・エアサスペンション・冷房装置・リクライニングシートといった長距離輸送に適した装備を備える車両が使用されるようになっていった。
当時は、道路の方も一級国道でさえ未舗装区間や車両の行き違いの困難な道幅の狭い区間が残るなど道路事情は良くなかったが、まだマイカー普及前で交通量も少なかったことで渋滞が少なかったうえ、国鉄の輸送も近代化される前で幹線でも単線・非電化で輸送力の低い路線が多く、バス利用者も多かった。その頃の長距離バスは、鉄道のライバルというより、むしろ鉄道の補完的な役割であった。
運行距離が100km以上の長距離乗合バスは、昭和33年度末には102系統あったが、昭和37年度末には204系統、昭和40年度末には323系統と増加していった。

### 1960年代・草創期
日本では、以下のバス路線が緒とされている。
- 1964年（昭和39年） 

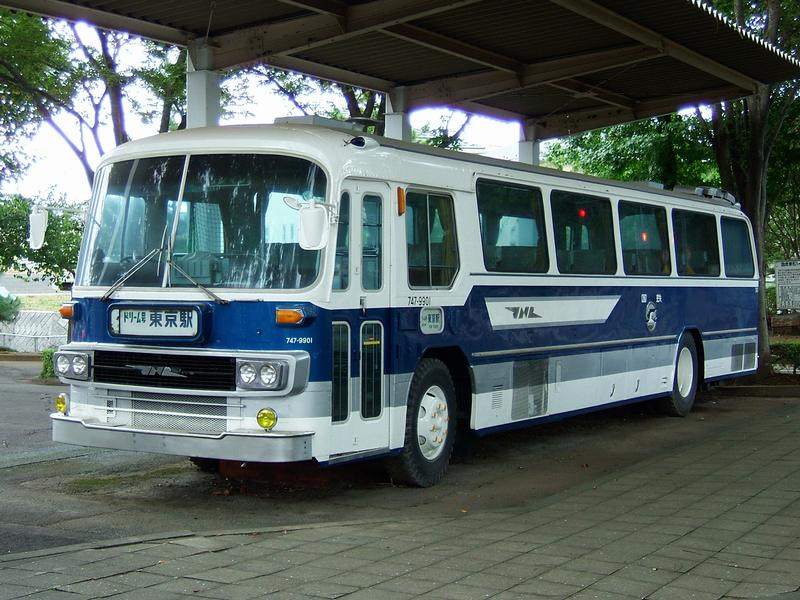
初期の高速バス車両 国鉄・日野RA900P

  - 名神高速道路の部分開通により、同年9月16日に、近江鉄道（京都駅～木本地蔵、京都三条～八日市、京都三条～日野車庫系統）、京阪自動車（京阪特急線　大阪天満橋～京都三条、八日市特急線　京都三条～八日市）、阪急バス（京都急行線　大阪本町四丁目～京都河原町御池）に、高速道路を経由するバス路線の認可が下りた。近江鉄道は10月5日と9月29日に、京阪バスは10月8日、阪急バスは12月19日にそれぞれ開業した[7]。これは、名神高速経由のバス乗入れ問題が未解決であった頃、運輸省は尼崎〜栗東間の部分開通に際して「起終点が変わらず、たまたま並行して高速道路がある関係上、速達を期し、かつ従来の路線上のサービス低下につながらないもの」「主要都市間の連絡を計画するもの」という条件のもとで措置がとられた[8]。
  - 名古屋～新大阪・神戸・京都間には、1964年9月28日に国鉄バス（現在はJRバスとして、JR東海バス・西日本JRバスの2社が共同運行）・日本急行バス（後に名古屋観光日急〜名鉄観光バスを経て、現在は名鉄バスへ移管）、1965年2月17日に日本高速自動車（現：名阪近鉄バス）に認可が下り、国鉄バスは1964年10月5日、日本急行バスが1964年10月14日、日本高速自動車が1965年3月6日にそれぞれ運行を開始したことで、名神ハイウェイバス（名古屋〜京都・大阪・神戸間）が開業した[7]。
- 1968年（昭和43年） - 中央自動車道の一部区間の完成により、新宿〜富士五湖間の長距離バスを中央自動車道（調布〜八王子）に乗り入れ、中央高速バスとして運行開始。
- 1969年（昭和44年） - 東名高速道路の開通により、国鉄バス・東名急行バス（1975年（昭和50年）廃業）2社による東名高速バス（東京〜名古屋間）及び東京〜関西地区を結ぶ夜行バスが開業。

1960年代初頭～半ば頃からは、旧盆や年末に、貸切バスを利用した会員制「帰省バス」と銘打った大都市から地方都市への長距離バス（主に夜行）が運行されるようになる。当時は東名・名神以外の高速道路はまだ開通しておらず、ほとんどは一般国道での運行で所要時間もかかったが、帰省ピーク時でも座席が確保されるということもあって、好評を博していた。
また、一般道路経由の長距離バスも国道改良が更に進み、いわゆる「バス黄金時代」を迎えていたため多数の路線が開設され、その受け皿になる沿線バス事業者出資の合弁バス事業者も数多く設立された。
- 1965年（昭和40年） - 高松－松山間（国鉄バス・四国急行バス）が開業
- 1966年（昭和41年）7月 - 大阪－鳥取・倉吉・米子間「山陰特急バス」（澤タクシー（現・日本交通））が開業
- 1966年（昭和41年）9月- 福岡－長崎間「九州号」（九州急行バス）が開業

### 1970年代後半・冬の時代
1970年代後半は、新幹線などの鉄道輸送網が所要時間などの面で優位に立ち、近距離ではモータリーゼーションによるマイカーへの転移が進み、その上2度にわたるオイルショックの影響も重なり、高速バス路線の運営が硬直化していったこともあって、本州の高速バスにとっては厳しい時代を迎える。
- 東名急行バスの事業撤退（1975年（昭和50年）3月限り、会社自体が廃業）
- 日本急行バス・日本高速自動車の両社が、沿線合弁事業会社から単一企業系列会社（前者は名古屋鉄道系、後者は近畿日本鉄道系）へ転換した。さらに再編が行われ、前者は名古屋観光日急〜名鉄観光バスを経て、現在は名鉄バスに移管された。また後者は、中部地区の近鉄系路線バス会社と合併し名阪近鉄バスに改称された後、同じ近鉄グループである三重交通と経営統合した（三重交通グループホールディングス傘下へ）。
- 名神ハイウェイバス名神茨木〜神戸間運行休止（1977年）
- ドリーム号東京〜神戸間運行休止（1977年）
- 国鉄自動車局のハイウェイバス拡大中止（1975年の中国ハイウェイバス開業で国鉄姫新線乗客が減少したことで自動車局に圧力がかかった）
- 1975年（昭和50年）の中央自動車道恵那山トンネル開通により、名古屋〜飯田間に中央道特急バスが運転を開始するなど、一部では新たな路線も開設された。
- 1978年に北陸自動車道新潟黒埼IC〜長岡IC間が開通したことにより、新潟〜長岡間に地方都市間高速バスが運転を開始。高速バス銀座となる路線が、このころ開設された。特にこの路線は、併走する信越本線や上越新幹線等、JR線（鉄道）の乗客を奪うほどの路線に成長しており、JR側がどちらかというと苦戦を強いられているところでもある。このためJRでは多数のトクトクきっぷを発売して対抗している。

### 1980年代前半・現在の原型ができ、盛り返しの兆し

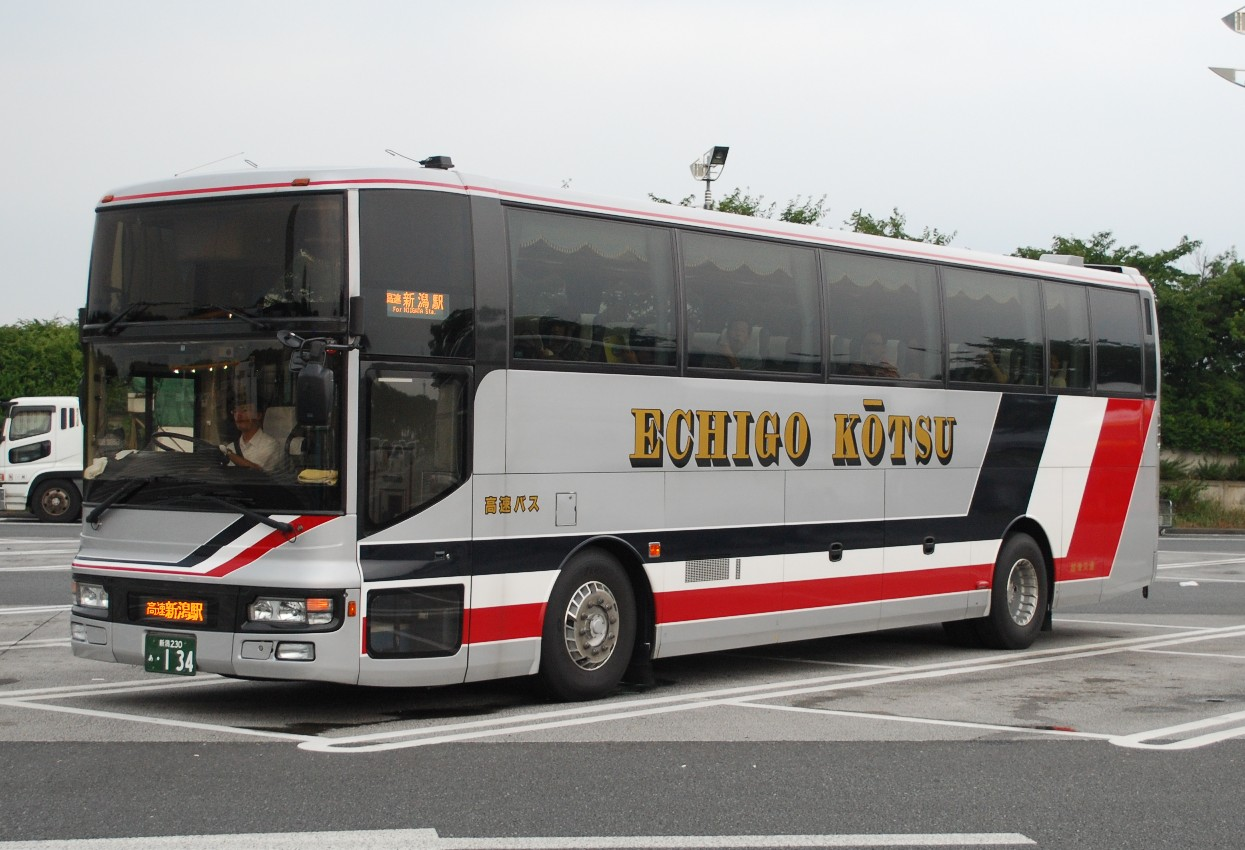
東京 - 新潟線（越後交通）

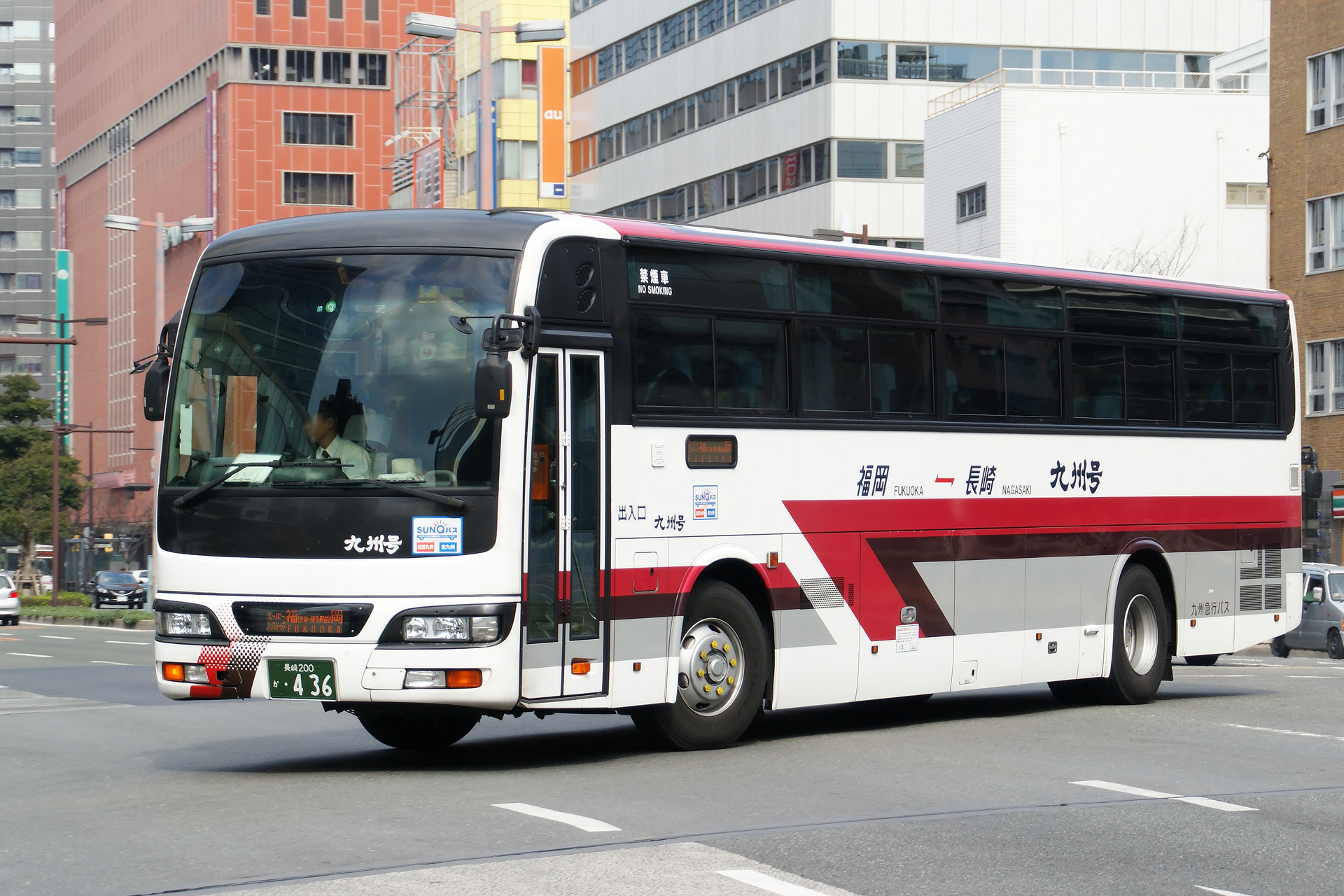
九州号（九州急行バス）

1980年代に入ると、旧国鉄の運賃・料金値上げや夜行列車の削減・廃止が相次ぎ、さらにサービス水準も旧態依然のままであったため、鉄道輸送網が次第に競争力を下げてゆき、高速バスの運賃面での優位性が際立ってきた。また路線の運営面でもより合理的なシステムが生まれた。そのため次第に高速バス路線が増加の傾向を見せる様になった。
- クローズドドアシステム（出発地周辺で乗車のみ、目的地周辺で降車のみ取り扱い、途中の経路地では乗降を行わない）導入により、大阪〜新見間（阪急バス）に久々の高速バス路線新設が行われた。
- 中国自動車道では、他に日本交通・全但バス・国鉄中国地方自動車局（現・JRバス中国）で高速道への乗せ替えが積極的に行われた。
- 1983年の大阪〜福岡間夜行高速バス「ムーンライト号」では発着地の事業者（阪急バス・西日本鉄道）による共同運行方式及び運賃収入のプール精算制（均等配分）といった現在の高速バスの原型となる施策が始められた。
- さらに東北新幹線接続の「ヨーデル号」、大阪〜三次間といった都市間昼行路線の新設も進んだ。
- 特に1985年（昭和60年）に開業した「東京 - 新潟線」は、併走する上越新幹線等の乗客を奪うくらいの路線に成長し、高速バス開業ブームの火付け役の一つとなった。またこの時期は国鉄で夜行列車が削減されていた時代でもあったが、東京池袋〜新潟線に対抗して、企画ものの列車として全車指定の臨時快速『ムーンライト』を運転し、安売り切符を発売していった。これが現在の『ムーンライトえちご』である。
- この頃から、国鉄は並行する鉄道路線への影響を理由として、危機感を抱くようになる。新宿〜駒ケ根・飯田間の高速バス路線開設に関する「中央高速バス問題」は、国鉄が公式に路線開設反対を唱えたということで、それが最初に表面化した路線であった。
- その一方、新宿〜駒ヶ根・飯田間の高速バスは、赤字続きだったバス会社が運行開始の翌年度に単年度黒字を計上することになり、高速バスがバス会社にとって重要な位置付けになることが明らかになってくる。
- 九州地方では九州自動車道の延伸と共に西日本鉄道、九州産業交通を先導に次々と高速バスを開設し、国鉄の特急列車を圧倒する。また長崎自動車道の延伸が進んだころに長崎方面への便を出していた九州急行バス『九州号』も一般道経由から今の高速道路経由へと移行していった。
- この時期までの座席は、昼行・夜行とも4列座席ばかりだった。

### 1980年代後半 - 1990年代前半・新規路線の増加
この時代は、好景気や高速道路網の拡大、さらには国鉄の分割民営化も相まって、大都市のバス事業者と地方の事業者が相互乗り入れ（共同運行）する形で路線拡大が急速に進み、全国ネットを確立していった時代である。
- 「ムーンライト号」で座席を一脚ずつの独立タイプとしてスペースにゆとりを持たせた初の独立3列シートを採用。これが東京発着の新規事業者に採用された。

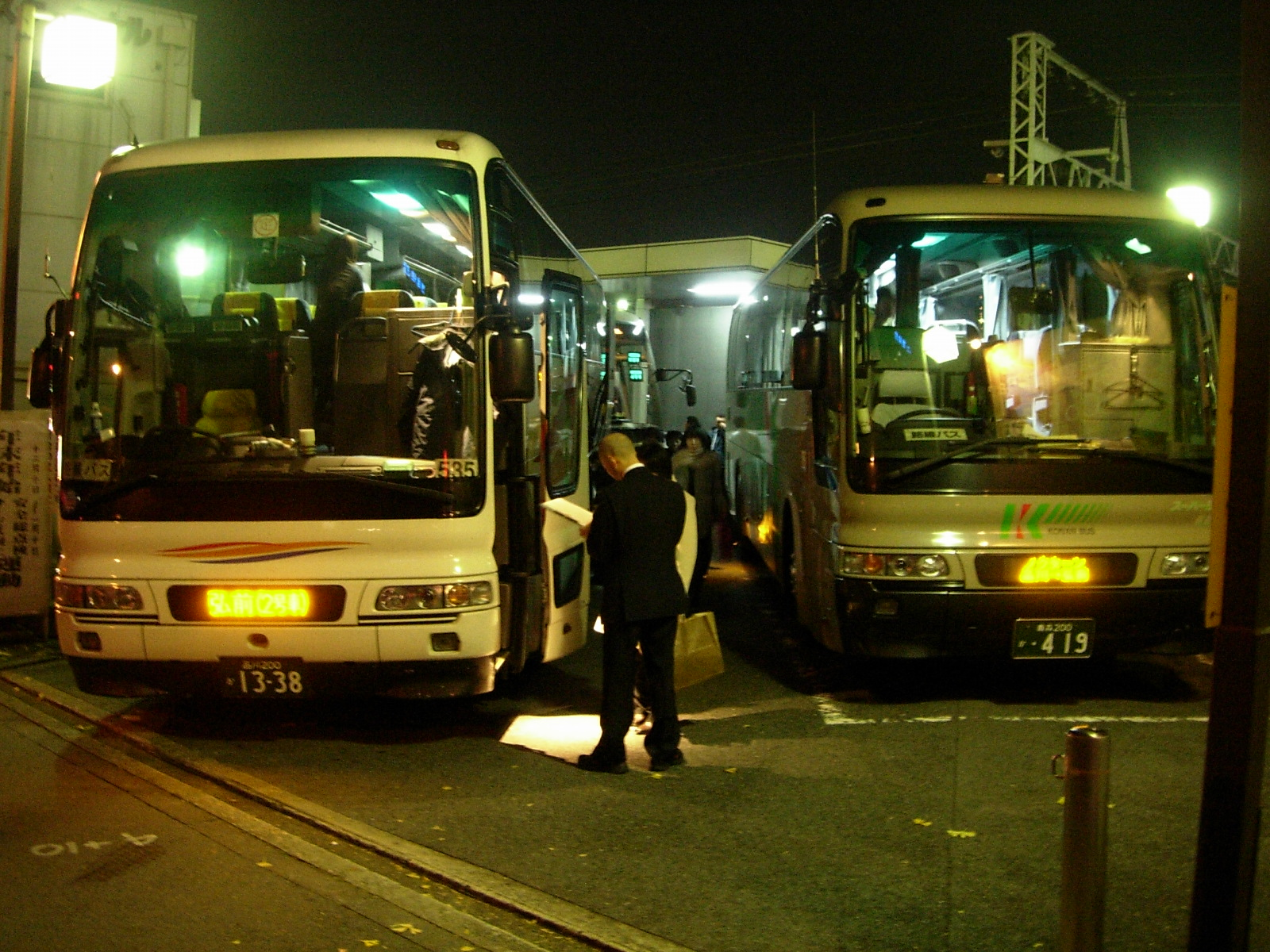
高速バスブームの立役者「ノクターン」（京浜急行バス・弘南バス）

- 1986年の品川 - 弘前「ノクターン号」では、それまでの夜行高速バスが大都市間を結んだ路線だったのに対し、初めて大都市と地方都市を結ぶ夜行高速バスとなった。「ノクターン号」の成功はバス業界全体にショックを与え、高速バス路線開設ブームへつながってゆく。
- 首都圏地域 - 京阪神地域では大手私鉄系のバス会社が次々と参入していき、この時期から競合が激しくなったと言える。これに触発されて既設のJRバスのドリーム号が4列シートから、3列独立シートへ移行していった。利用客も爆発的に伸び、各社もダブルデッカーも使われるようになっていった。

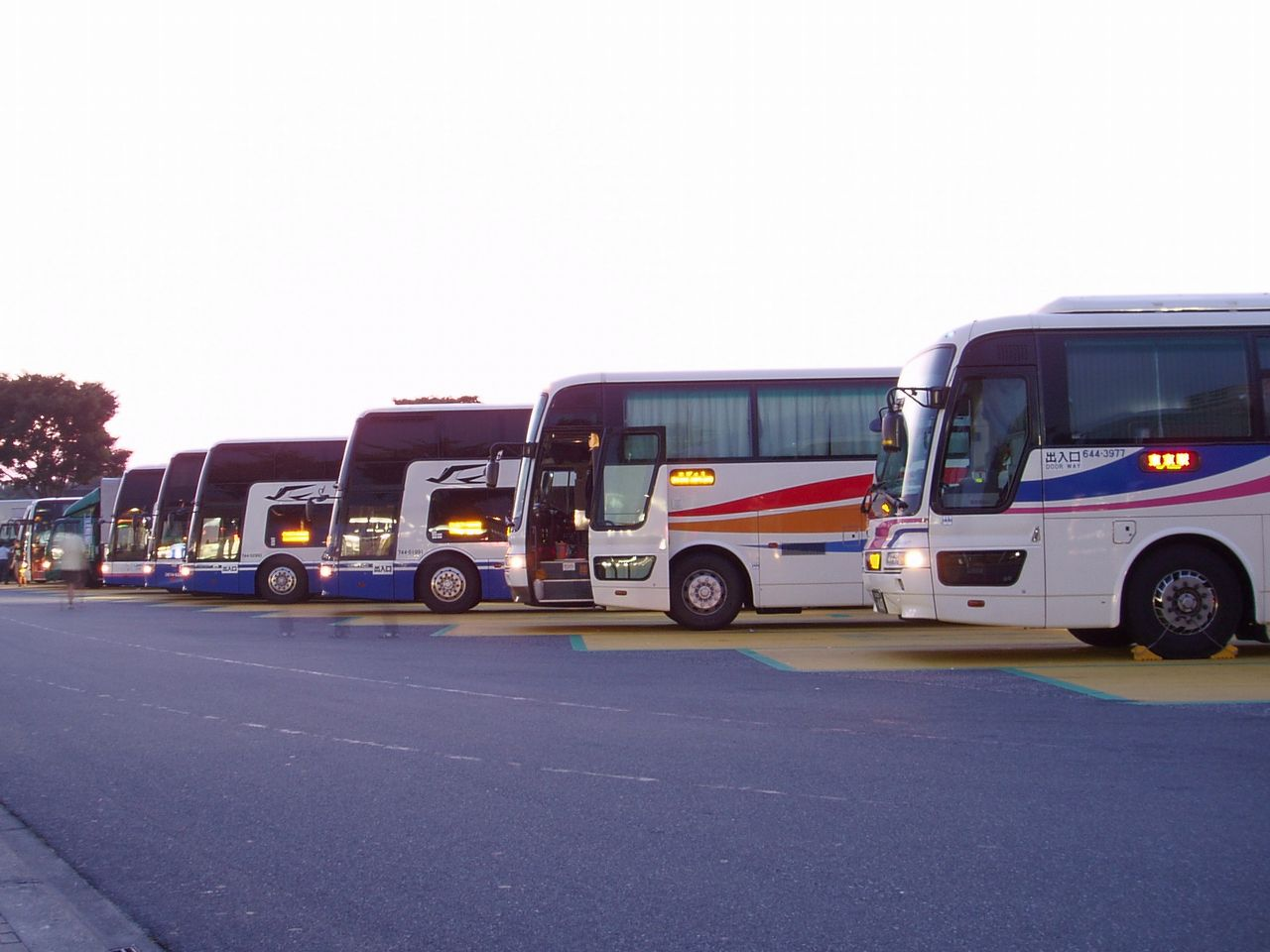
明け方にサービスエリアで休憩する各社の高速バス

- この時期は「ノクターン号」・新宿 - 福岡「はかた号」など東京と北海道・南九州地方を除く全国各地とを結ぶ長距離夜行路線が新規開設路線の中心であった。その当時の珍しいルートとしては品川 - 徳島間の「エディ」（当時は京浜急行電鉄バスと徳島バス）で途中の神戸市内 - 淡路島間ではフェリーを使っていた。
- その後、新宿 - 高山間・難波 - 東京ディズニーランド間など鉄道や飛行機が直行しない路線にも広がりを見せた。
- 筑波地区では1980年代以降の筑波研究学園都市の発展に伴い、1987年（昭和62年）より東京 - つくばセンター間の高速バス（つくば号）が開設された。運行後は、乗り切れない乗客が発生するケースも多く、絶頂期には輸送力増強を目的に一回りサイズの大きいバス（メガライナー）の導入も行われた。しかし2005年（平成17年）のつくばエクスプレス (TX) の開業で、バス利用客の多くがTXに移行し、激しい競争にさらされている。
- 大鳴門橋開通で徳島 - 津名港（現在の淡路市）に淡路交通・徳島バス共同運行として淡路・徳島線が新設され、乗客は共同汽船に乗り換える形であった。
- 中国地方（特に山陽地区）においては山陽自動車道の開通で広島市内発着（広島バスセンター、広島駅前）から中国地方の各都市への路線が開設ラッシュとなり、特に福山 - 広島間の「ローズライナー」はJR西日本の新幹線と在来線からシェアを奪っていった。
- 九州地方では1980年代前半に引き続き路線の拡大が行われ、昼行路線にも3列シート（夜行用とは違い1-2列シート）が導入される路線が相次ぎ、3列シート化にグレードアップすることにより利用客を増やした路線もある（させぼ号など）。対するJR九州も新型車両の導入や割引切符の拡充などで高速バスに応戦した。ただ最近では利用客増で4列シートに戻した路線もある。

### 1990年代後半・淘汰の時代

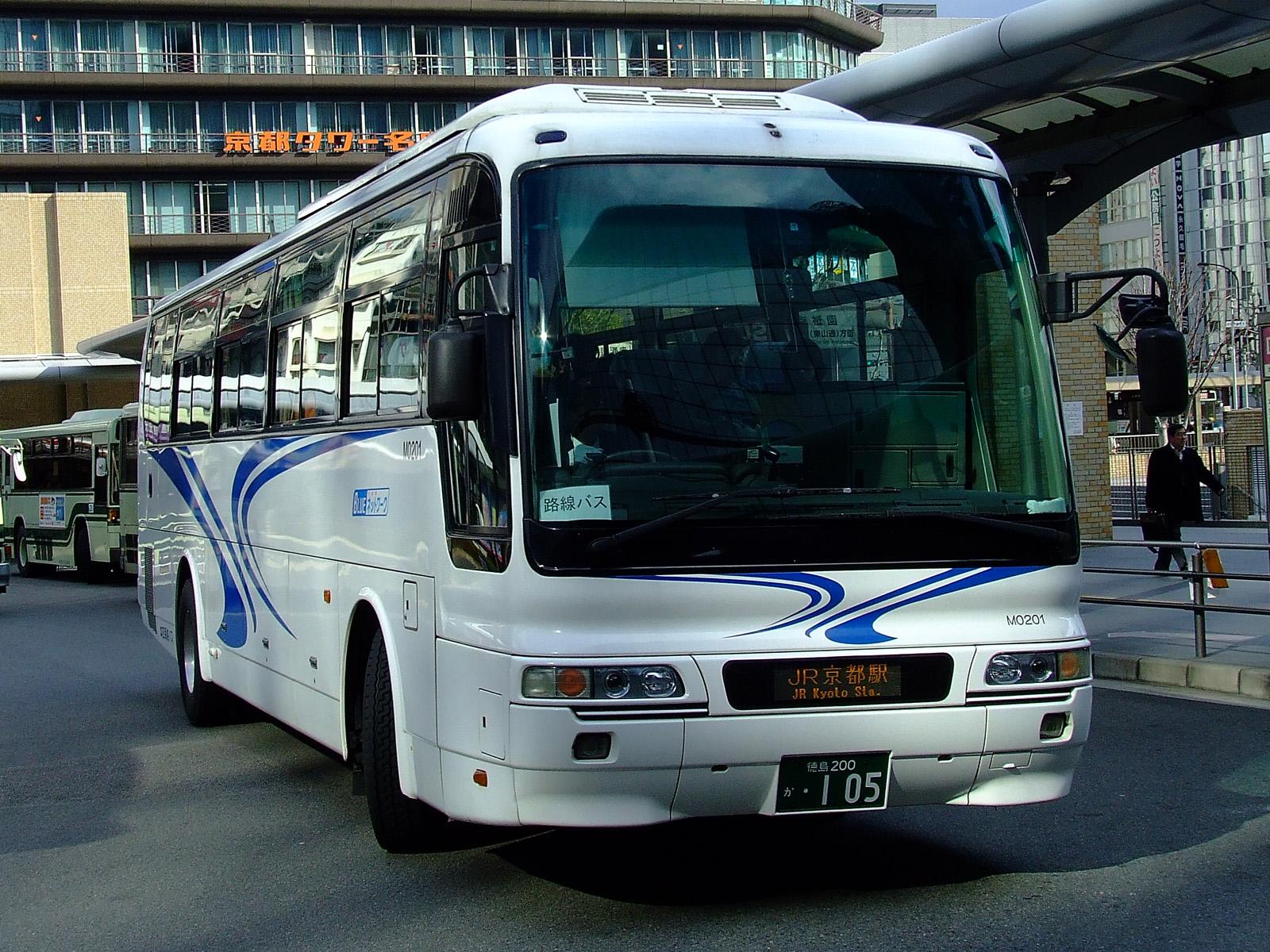
関西から淡路島・四国への高速バスも盛況（写真は本四海峡バス）

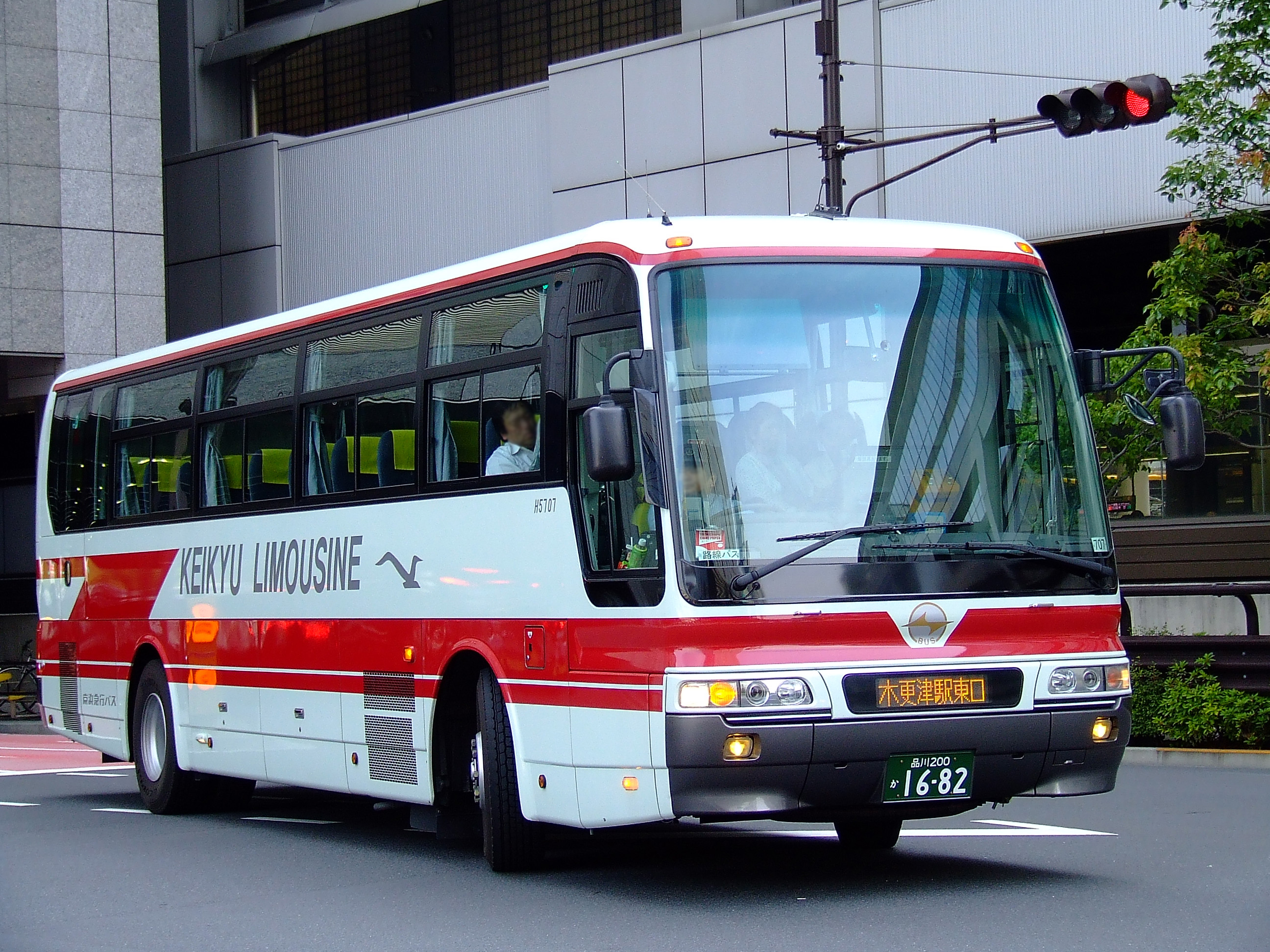
アクアライン高速バス（写真は京浜急行バスの品川〜木更津線）

全国の高速バス路線網が一通り完成して「開設ブーム」が終わり、新規路線拡大が落ち着きを見せる。バブル崩壊後の不況とも相まって、利用者のニーズに合わない路線が淘汰されていった時代といえる。
- 利用客が伸び悩み、採算の取れない路線の多くが廃止されていった。
- 運行時間が5時間以上に及ぶ長距離昼行便は全体的に利用が伸びず、廃止されたケースが多かった[注 5]。
- 大都市と地方都市を結ぶ夜行高速バスにおいて、大都市側の事業者が運行から撤退するケースが相次いだ。東急バスの様に夜行高速バス自体から完全撤退した例もある[注 6]。これは大都市側では乗務員の人件費が高いことに加え、一般に大都市と地方都市を結ぶ高速バスは、地方都市の事業者の方が利用者も多く運行に熱心であることも影響しているといわれる。
- 加えて、首都圏・近畿圏ではディーゼル自動車の排気ガスによる大気汚染を規制する「自動車から排出される窒素酸化物及び粒子状物質の特定地域における総量の削減等に関する特別措置法（自動車NOx・PM法）」が施行されたことから、主力事業である路線バスで年式の古い車両（おおむね車齢が10年以上）の大量代替を迫られたことも、大都市圏事業者において高速バスの縮小・撤退や子会社移管が進んだ一因と考えられる。

#### 明石海峡大橋・アクアラインの開通と高速バス
- 一方では明石海峡大橋が1998年に開通したことで京阪神と淡路島・四国地方を結ぶ路線が次々と開設され、瀬戸大橋とは異なり、平行する鉄道路線が無いため現在に至るまで増便が繰り返されているほどの盛況である。なお、徳島〜津名港間の淡路・徳島線は津名港発着の高速船がすべて廃止されたことから利用客が激減し便数が特急10便・急行6便から特急1便・急行5便に減らされ、淡路交通単独運行に切り替えた。同時に淡路島・四国方面のフェリー航路は次々と廃止に追い込まれ[注 7]、フェリー会社の離職者対策として高速バス会社が設立された（本四海峡バスなど）。また本四海峡バスとJR系のバスでは淡路島、四国（徳島・高松）方面では「BLUEネットワーク」を形成し、さらにはJR神戸線の舞子駅に快速電車、山陽電気鉄道本線の舞子公園駅に直特・特急（ただし、舞子公園駅は明石海峡大橋開通から8.5年後の2006年（平成18年）10月より毎日停車）を停車させて、高速バスとの接続を改善するなど、連携の構築を計った。
- 房総半島方面では東京湾アクアラインが開通し、東京都心部・羽田空港・川崎・横浜への所要時間が大幅に短縮された。このために品川駅、羽田空港、川崎駅から木更津方面のバスがフェリーの代替で新設された。明石海峡大橋と同じく通行料が高いため高速バスへの乗り継ぎ需要が大きく、東京湾アクアライン周辺では袖ケ浦バスターミナル、木更津金田バスターミナル、君津バスターミナルなど高速バス利用を前提としたパークアンドライドが推進されている。これにより、房総地区から羽田空港アクセス、東京駅・品川駅への新幹線接続の利便が向上した。またこのルートでは通勤客の利用が多いことが特徴であり、2000年代に入って、高速バスの定期券が発売されるようになったり、深夜バス（運賃は2倍になる）の新設を行うなど通勤・通学客に特化したサービスを展開している。通行台数が少なく赤字が続くアクアラインであるが、高速バスによって東京湾東西方向の利便性は格段に向上した。

### 2000年代・新たな生き残りの模索

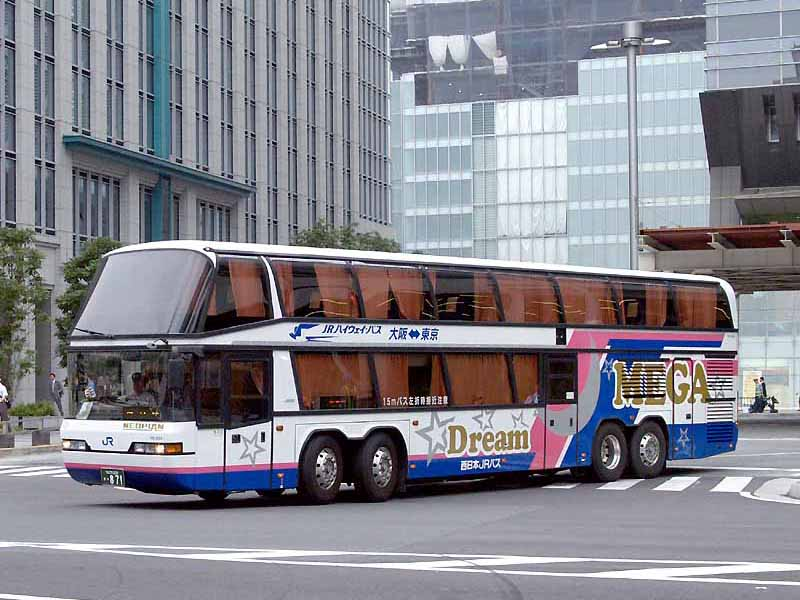
西日本JRバス メガライナー

2001年2月の改正道路運送法施行により、バスの新規路線開設、さらにバス事業自体の免許制から許可制への移行など、規制緩和されたことから、貸切バス事業を中心とした新規参入、さらにこれを利用した会員制都市間ツアーバスの運行が活発に行われるようになり、高速バスは厳しい競争の時代を迎える。また過剰な設備を排し、高速バスの最大のメリットである低運賃を今までよりさらに追求していく傾向が出て来た。また、JRバスグループはその頃から、既に利用者が減少して不採算に陥っていた地方の一般路線を廃止・縮小し、利用が堅調な高速バス（特に大都市発着の路線）に特化させる傾向が強まった。

#### 首都圏 - 京阪神圏での激しい競合
- JRバスグループは生き残りのため、従来は考え得なかった夜行便より運賃を下げ（8,610円→6,000円）、550 km以上を日中に長距離走行する東京・新宿〜大阪・京都間の「昼特急」を新設した。JRバスグループは乗り換えを億劫がる高齢層をターゲットに考えていたが、実際は学生など予算は抑えたいが時間は取れる客層にも受け、学生の長期休暇などの時期では予約が困難なほどの人気を博している。
- この「昼特急」の人気は、長引く不況などによる乗客のニーズの変化で、不人気で廃止路線が多かった長距離昼行便の需要が高まって来たことの証左とも言え[注 8]、東京〜弘前間の「スカイターン号」のようにこれまで夜行便しかなかった路線に昼行便が運行開始された例もあったが（「スカイターン号」は、「昼特急」のように夜行便より運賃を下げている訳ではなく、夜行便と同一運賃で設定されたが、後に後発格安便の「青森上野号」に統合されている）、1990年代後半〜2000年代前半に昼行便を廃止した路線で見直されたところはほとんどなかった。

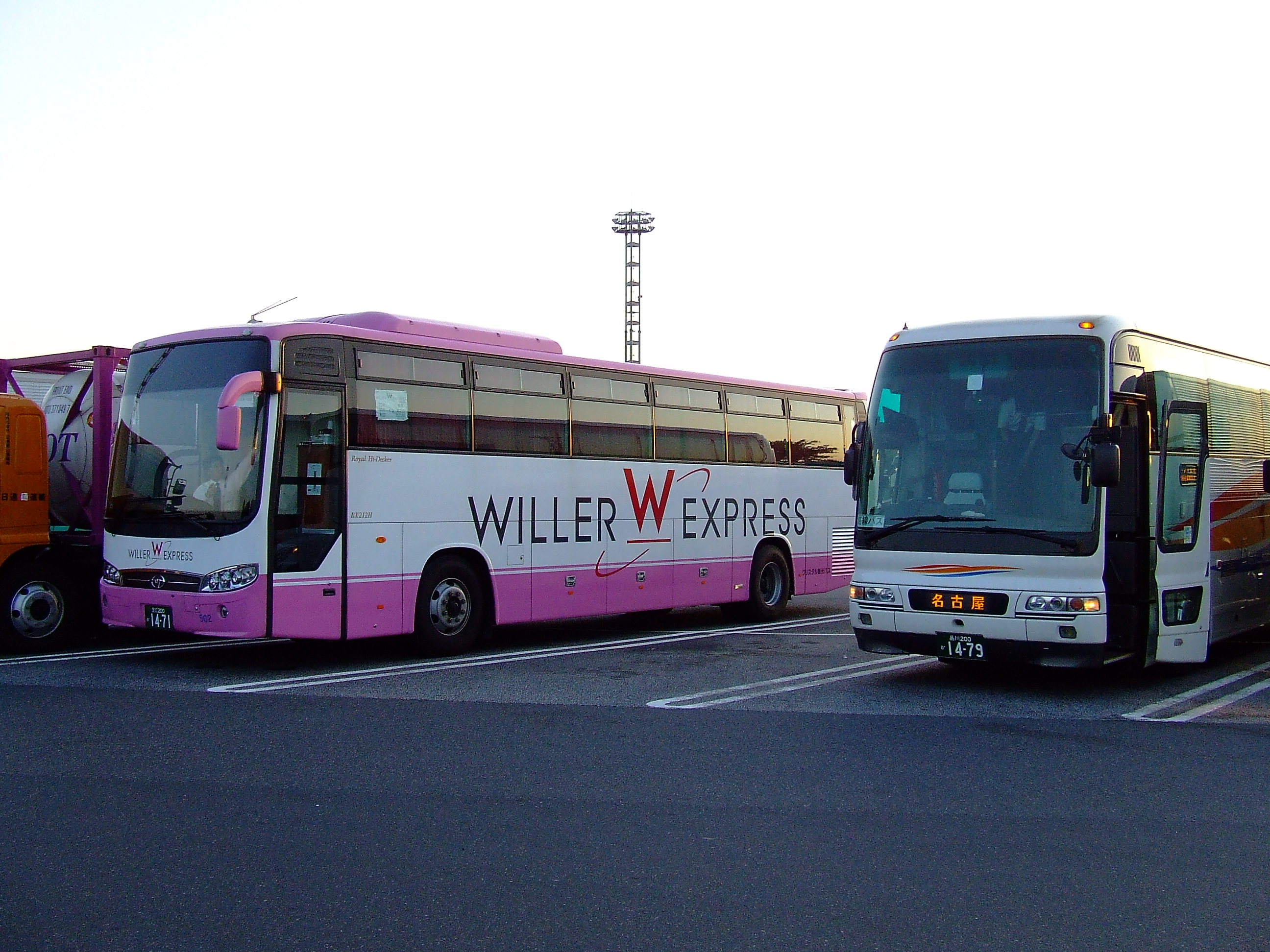
高速バスとツアーバスの競争が激化している（京急高速バス「ラメール号」（右）とツアーバス（左））

- 東京（周辺）〜大阪（京阪神）間をはじめとする主要都市間では、主催旅行（ツアー）の形態を取った格安（東京〜大阪間で片道3,000円台から）夜行ツアーバス（貸切バス）の設定が増加している。バスターミナルが利用できないため、周辺の駐車場等からの発着が多い。きっぷは当日購入できなかったり、取り消しや変更の制約が大きい場合が多い、集客状況によって経由地でバス乗換など、通常の路線バスと異なる面もあるが、価格の優位性から利用を伸ばしている。
  - これに対抗して、東京〜大阪間では1980年代前半以前に主流だった4列座席に戻し、さらに一部の路線では所要乗務員を減らすため運行時間を長く（途中で2時間以上の仮眠時間を設定すればワンマン運行可能）して運賃を下げた（東京〜大阪間で5,000円）「青春ドリーム号」「カジュアルツィンクル号」「フライングスニーカー大阪号」の夜行便が設定され、逆に座席や車内設備をデラックス化して運賃を上乗せした便の運行を始めたり、それぞれのグレードに女性専用便を設定するなど、多様なニーズに対応している。
  - 一方で、ツアーバスが台頭し始めた2005年頃から、高速路線バスの運行から撤退したり、路線を再編・廃止したりするケースが相次いでいる。
- 行き先のニーズによって立ち寄る停留所を増やす傾向もある。東名高速道路経由便は東名江田、東名向ヶ丘に、中央道経由便（主に新宿駅発着）は中央道日野に停車させ、乗客の利便性を図っている。一方で京阪神側では2010年7月のダイヤ改正で京都駅始終着便を廃止したり、神戸での発着地を三ノ宮駅のみに集約した上で本数を減便するなどで発着地の集約を行っている。

#### 高速道路の延伸による地方部への展開

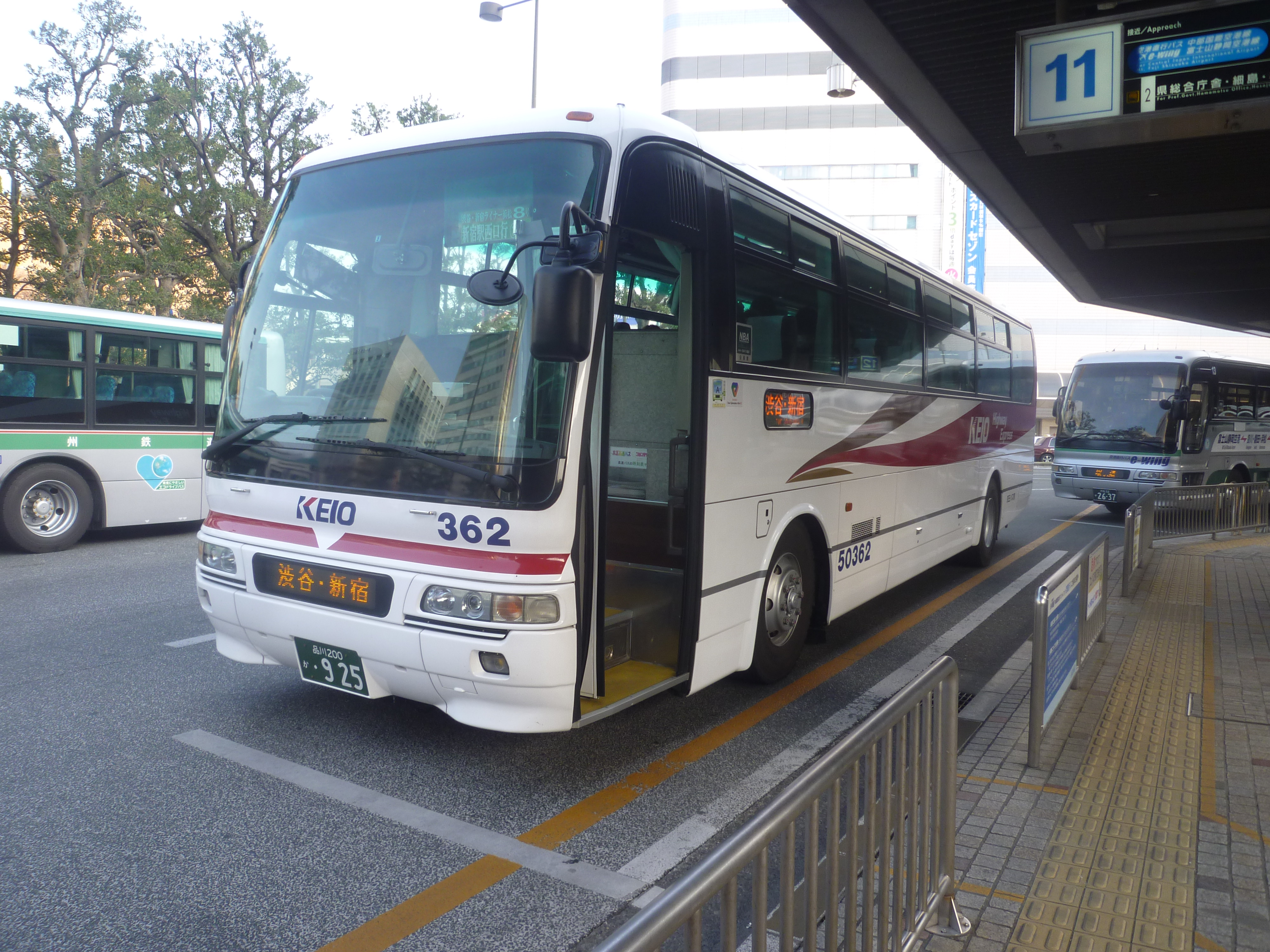
渋谷・新宿ライナー浜松号（開設当初浜松新宿ハイウェイバス）（京王バス東）

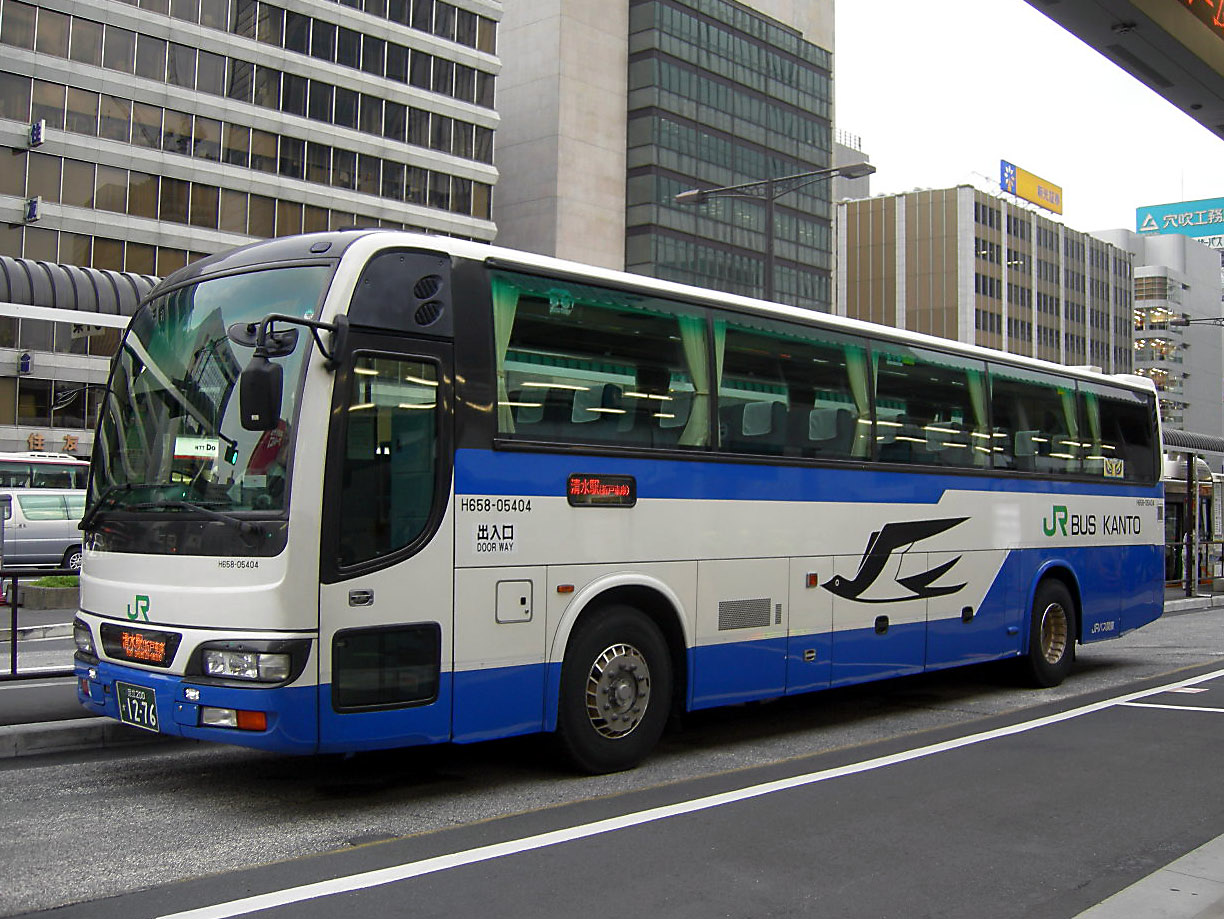
しみずライナー（ジェイアールバス関東）

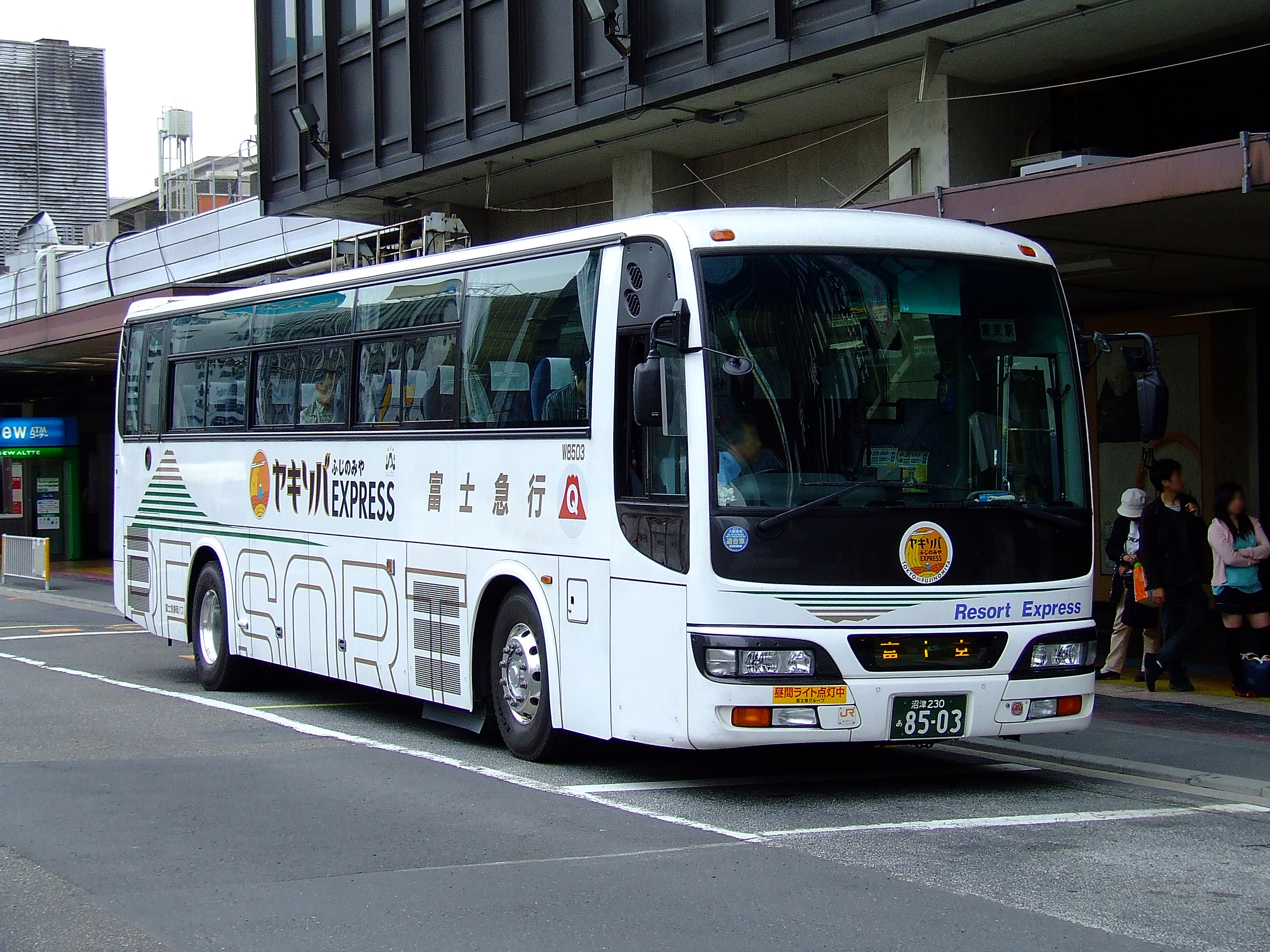
やきそばエクスプレス（富士急静岡バス）

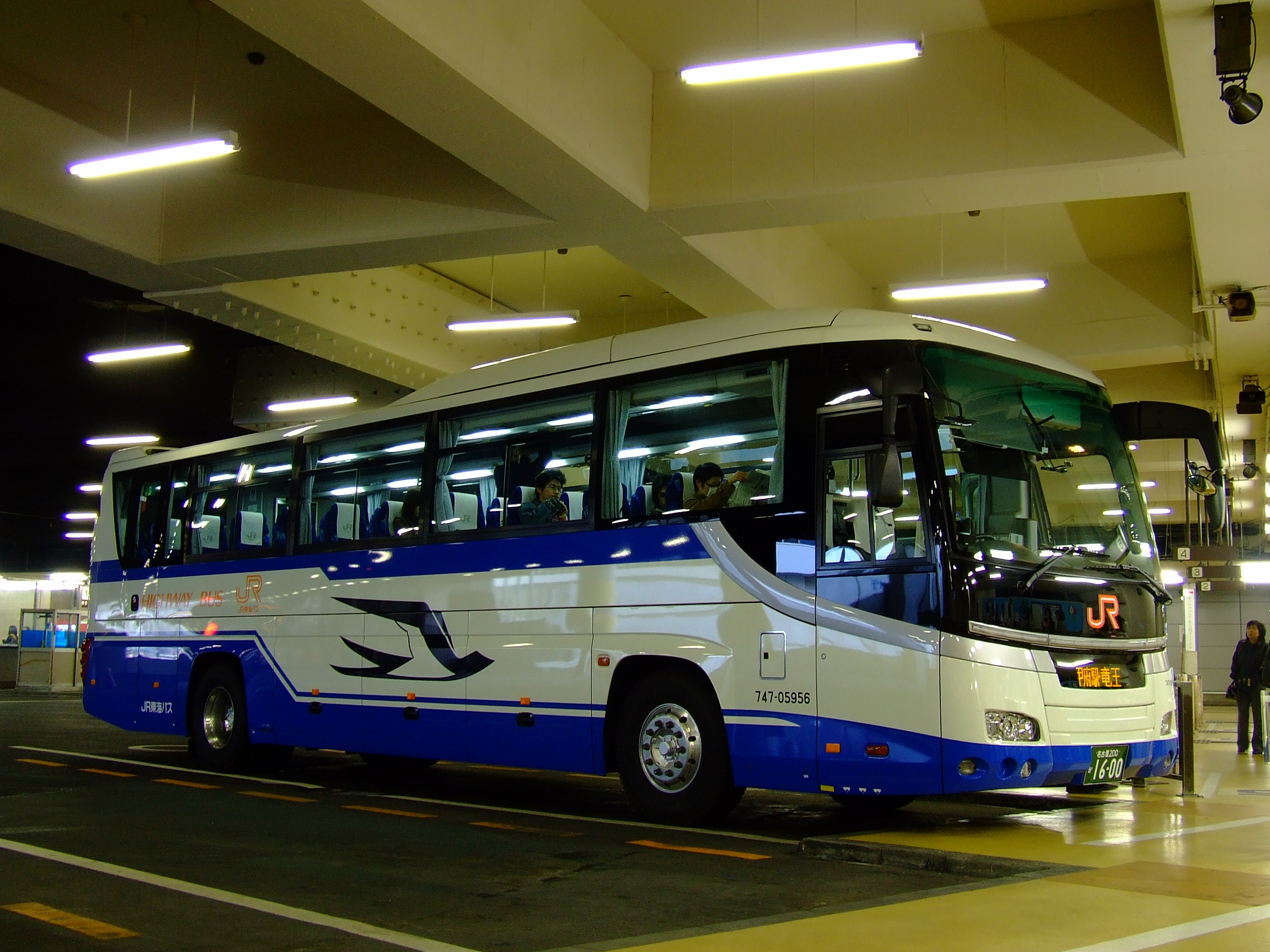
名古屋ライナー甲府号（ジェイアール東海バス）

- 1980年代後半より、鉄道では直行便がない、または廃止された区間を走る高速バスが急速に増えつつある。
  - 北関東ではJRバス関東を主導に鉄道では乗り換えが強いられる新宿駅発着のバスを新設する傾向が続いている。
  - 名古屋以東では東京都とを結ぶ「知多シーガル号」（夜行便を含む）、「浜松新宿ハイウェイバス」、「しみずライナー」、「かぐや姫エクスプレス・やきそばエクスプレス」などが相次いで開設された。
各都市から東京への移動需要がありながらも新幹線の駅から離れていたり、東海道新幹線「のぞみ」が新横浜から名古屋まで無停車であり、静岡県内・愛知県東部から利用できる新幹線「ひかり」の本数も1〜2時間に1本程度と少ないこと、かたや在来線は近年のダイヤ改正で東京へ直通する列車が大幅に減少するなど、各地域から東京へ直行できる鉄道がなくなったことが背景であり、直行需要を狙って高速バス路線を開設したものである。なおこれらの路線や東名ハイウェイバスでは首都高速での渋滞を懸念し、東急田園都市線の用賀駅で乗り継いだ際に運賃割引を行う社会実験を経て本格運用した。
  - それまで中央高速バス以外の路線が存在しなかった山梨県では2000年に大阪・京都〜甲府駅間「クリスタルライナー」を皮切りに名古屋〜甲府駅間「名古屋ライナー甲府号」、大阪・京都〜富士山駅（開業当初は富士吉田駅）間「フジヤマライナー」、横浜〜河口湖駅間「レイクライナー」が相次いで開通。また中央高速バスも新宿から南アルプス市・身延山へ行く「身延線」や山梨県北部の中央本線から外れたところを走る「北社・白州線」などそれまで直通する交通機関のなかった都市間の高速バスが次々と開通した。特にクリスタルライナーと名古屋ライナー甲府号、中央高速バス身延線は利用率が好調で、車両の大型化や専用車両の導入、増発などが行われている。
  - 名古屋駅・栄発着の東海・中部地方内路線においても名鉄系が拡大戦略をとっており、豊田市、可児、関・美濃、郡上八幡、高山の系統では増発傾向にある。特に高山系統は長年名鉄犬山線直通列車としての伝統を持っていた「北アルプス」の廃止に至るなど、鉄道から高速バスへの転換が進む格好となった。
  - 京阪神地区では大阪梅田〜伊賀上野の路線が新規に開設され、さらに新名神高速道路開通に伴い、近鉄特急では大回りになる京都と三重県北中部とを直行する路線を新たに開設した。また舞鶴若狭自動車道の延伸で福井県の若狭地区へのバスも新設されている。
- 反対に、大都市内の道路渋滞を避け、かつ従来はバスに素通りされていた大都市郊外の居住者層をターゲットとするため、敢えて都市圏の外縁部のベッドタウンを起終点とする高速バスも登場した。一例として、「あだたら号」（新越谷駅〜郡山駅間）や、ひのくに号のうち、熊本市ではなく隣接する菊陽町（光の森営業所〜福岡市）に発着する便などが該当するが、頻繁にダイヤ改正を行うなど試行錯誤を繰り返し苦戦している現状である。
- 南東北では、各都市と東京・大阪・名古屋などとの間で格安のツアーバスが参入する一方、一時期仙台市を中心とする東北地方内の都市間高速バス路線における新規参入事業者と既存運行会社との値引き競争が行われたことにより、陸上交通の再編が起きた。
- 九州地区では福岡・北九州都市高速と九州自動車道等の高速道路が直結し、福岡発着路線の福岡側の定時性の確保と所要時間の短縮がなされるとともに、片道運賃ないしは往復乗車券・回数乗車券をわかりやすい運賃に値下げする戦略が取られるようになった。例えば昭和自動車の「からつ号」「いまり号」ように既存事業者（西鉄バス）の撤退により大幅な増便や運賃回数券の値下げといった独自の拡大戦略が可能となり急成長した路線もある。
  - 2005年には、宮崎、鹿児島以外の九州地区の高速バスが乗り放題となる「SUNQパス」を発売した。翌2006年からは路線バスも乗り放題の対象にするとともに、宮崎県・鹿児島県でも使用できる全九州版も発売された（従来の福岡県・佐賀県・長崎県・熊本県・大分県のみを対象とするパスも、同じく路線バスを乗り放題の対象に加えて北部九州版として発売中）。2008年からは全券種ともに山口県下関市のサンデン交通バスでも使用が可能となり、九州への渡航客が多い韓国でも発売されている。さらに2018年からは熊本県・宮崎県・鹿児島県のみを対象とする南部九州版の発売も開始された。また、高速バス路線の集中する高速基山での高速バス間の乗り継ぎによる割引制度を導入し、福岡県を介さない九州各県同士の移動の利便性の向上を図っている。
- 四国地方（特に香川県と徳島県）では、京阪神方面への高速バスの充実ぶりによって新たなる動きが見られる。高速バス利用者を対象に、バスターミナル付近の駐車場の駐車料金を24時間または48時間以内なら無料にするいわゆる「パークアンドライド」システムの採用が増えてきている。特に四国東部は公共交通機関が乏しく、自家用車の利用が主流になっていることを主眼にした施策とも言える。
- 一方で老舗の名神ハイウェイバスは、モータリーゼーションの進捗に伴うマイカーへの転移や、並行する鉄道路線の輸送改善などによって[注 9]、岐阜・滋賀両県内にある途中停留所で乗降する利用客が減少したため、2002年に開業時から運行していた急行便を廃止し、途中の停留所を大幅に削減・集約して、中京圏 - 京阪神の都市間輸送に特化した。その傾向は、2008年の新名神高速道路開通後はさらに顕著になっている。

#### ETC休日特別割引に対する懸念
- 2009年（平成21年）3月からのETC大幅割引によって[9] 普通車・軽自動車で高速道路を安価で移動することができるようになり、出発日・到着日共に土日・祝日となる便で普通車・軽自動車利用へのシフトによる高速バスの乗客減少が懸念されている。
  - また、ETC大幅割引によって高速道路上の普通車・軽自動車の交通量が増えるために渋滞が起こりやすく、かつ高速道路上にバスレーンが無いため[注 10]、高速バスの出発日・到着日共に土日・祝日となる便で渋滞に巻き込まれて定時運行が困難になることも懸念され、その懸念が的中して、鳴門・淡路エクスプレス号の廃止[10][11][12] や西鉄では高速バス12路線の減便[13] など廃止・減便が生じている路線がある。
  - また、高速バス利用減に伴い高速バスの収益によって過疎路線を補填してきた会社（岩手県北自動車・信南交通等）において過疎路線の廃止に拍車がかかる事が懸念されている[14]。
  - なお、今後はこの割引が観光バス・高速バスにも適用される予定（30 %割引）となっている[9][注 11]。
  - なお2011年（平成23年）3月11日に発生した東日本大震災の影響で6月にETC休日割引、高速道路無料化の社会実験は取りやめになった。しかし東北地方では復興支援として高速道路無料措置[15] が行われており、依然として定時運行を難しくさせている。

### 2010年代・ツアーバス系との競合と座席の高級化
- 2010年代の初年度である2010年はこれまでと比較して近距離の都市間バスも設定されることが多くなった（例：厳密には2009年設定であるが京成バスグループのマイタウン・ダイレクトバスや、京阪バスのダイレクトエクスプレス直Q京都号など）。また、一般路線バスを専門とする事業者の高速バス事業への参入（例：遠州鉄道のe-LineR）など、更なる競争激化の一途を辿る。
- 大都市では中心駅周辺の再開発に伴うバスターミナルの整備が進んでいる。福岡では2011年（平成23年）3月の九州新幹線鹿児島ルートの全通開業に向けた博多駅再開発に伴い、博多駅交通センターのリニューアルが行われ更に博多バスターミナルと改称された。大阪では2011年5月に大阪駅北側のノースゲートビルディングが完成し、駅南側の桜橋口にあったJRバス系の高速バス乗り場が大阪駅JR高速バスターミナルとして同ビル1階に移転した。東京では、東京駅周辺の再開発事業により既に2007年に八重洲南口のJRハイウェイバスのりばが少々北側へ移動しているが、工事の状況によっては若干の乗り場変更や再移動の可能性もある。また、新宿では新宿駅南口地区基盤整備事業に伴い、今まで事業者毎に分散していた高速バス乗り場を一本化したバスタ新宿が2016年4月にオープンした。
- 首都圏と京阪神を結ぶドリーム号はツアーバスとの競争に晒されながら好調を維持してきたが、更に競争力をつけるため、2010年7月よりプレミアムシートを装備した「プレミアムドリーム」を大増発する一方、その分通常の「ドリーム号」は減便となっている。プレミアム化は他社でも広がっており、ドリーム号の四国方面便（2009年から、JR四国バス運行便のみ）や「はかた号」でも2009年末ダブルデッカーに置換えと同時にプレミアムシートとエコノミーシートを導入した。また安さを求めるニーズがある廉価版は「青春エコドリーム号」に一本化する一方で運賃制度を多様化した。
  - 更に中国バスは座席は2列シート定員僅か14名の個室付きの「ドリームスリーパー」の運行を開始した。
  - プレミアムシートの導入は夜行便のみならず、首都圏発着の昼行便でも進んでいる。
- 関西圏では2010年に第二京阪全通後、京阪間の短距離高速バスの拡充を行った。京阪バスのダイレクトエクスプレス直Q京都号を皮切りに新規参入路線として大阪バスの京都特急ニュースター号や近鉄バスの八尾・京都特急線が運行開始となった。いずれも大阪東部と京都駅を直結する路線で鉄道では大阪市内経由で乗り継ぎが要する一方で高速道路ではほぼ直結できるという利便性を買っている。また同時に松井山手駅の近くに高速京田辺バスストップを新設し、南海バスの高速路線バスやドリーム号の客扱いも開始している。
- 2012年になると従来のツアーバスとの競争に加え、格安航空会社(LCC)との競争も無視できなくなった。一部の路線では「キャンペーン運賃」と銘打って運賃を半額近くに値引く例もあるが[16]、一方で競争激化に耐えられず廃止される路線も出てきている[17]。
- 2013年8月には「ツアーバス」の形態による都市間バスの運行ができなくなり、乗合バスに一本化された（次項）。
  - また、新高速乗合バスとの一本化に伴い曜日別や便別など多様な運賃設定が可能になり、多くの従来からの高速乗合バスが幅運賃を採用した。例えば西武バス・越後交通・新潟交通が運行する「東京―新潟線」は2000年代まではどの日・どの便でも同一運賃だったが、2014年現在では東京―新潟間が6,200〜3,100円と同じ路線でありながら2倍の差がついている[18]。
- その後新高速乗合バスとの競争激化や更なるニーズの増加などの情勢をふまえ、「横浜イーライナー」や「ドリーム静岡・浜松号」など、比較的近距離においては4列シートの夜行便が新規に運行を開始したり3列シートから車両変更したりする例が現れている。
- 2010年代後半よりバス運転士不足が社会問題化してきたが、高速バスにもその影響が出てきている。繁忙期の続行便を大幅に減らしたり[19]、路線の休廃止する[20] 事業者も出始めている。

#### ツアーバスとの一本化
2010年以前から「ツアーバス」形態について各種の問題点が指摘され、ツアーバスのあり方が検討されてきたが、2012年に発生した関越自動車道高速バス居眠り運転事故を受けてツアーバスと高速路線バス（乗合バス）の一本化が行われることとなった。一本化後の制度は「新高速乗合バス」として、2013年7月31日夜から運用開始されている。

この過程で従来の乗合バス事業に対しても、運賃設定や管理の受委託などに関する規制緩和が行われ、既存事業者にもそれらの制度を活用する例が現れた。その一方で、ツアーバス事業者のうち新高速乗合バスに移行したものは3割程度にとどまっている。旧ツアーバスの事業者については、新高速乗合バスへ移行後にさらに新規路線を運行開始する事業者もある一方、いったんは新高速乗合バスへ移行して運行開始したものの、その後に事業を廃止し、路線を休廃止したり他社に譲渡したりした事業者もある。
また、既存事業者と旧ツアーバス事業者の共同運行による新路線開設も進んでいる。

### 2020年代・新型コロナウイルス感染症と運転手不足の影響

#### 新型コロナウイルス感染症の影響
- 2020年に入り、日本国内でも新型コロナウイルス（COVID-19）の感染拡大による影響が高速バスにおいても現れた。
  - 2020年4月16日に緊急事態宣言が全国に対して発令されたことで、大都市と地方都市を結ぶ路線を中心に多くの都市間高速バスが運休となった。
  - 運休となった路線の中には緊急事態宣言が解除された後も運行を再開することなく、そのまま休止・廃止となった路線もある。
    - 京浜急行バスは需要の回復が見込めないとして、2021年3月15日限りで長距離夜行バス事業から完全に撤退した[24]。「キャメル号」（日ノ丸自動車、日本交通との共同運行）と「エディ号」（徳島バスとの共同運行）に至っては共同運行会社も運行継続を断念したため、路線廃止となった[25]。
    - 北陸鉄道は1992年から運行していた「金沢 - 仙台線」（富山地方鉄道との共同運行。かつては宮城交通と「エトアール号」として共同運行。）を緊急事態宣言の解除を受けて一度は運行を再開するも、2021年4月1日より再び運休し、同年9月1日付けで路線廃止となった[26][27]。
    - 西日本ジェイアールバスでもコロナ禍以降運休していた「北陸ドリーム四国号」を運行再開することなくそのまま2023年9月をもって廃止したり、需要がコロナ禍前に戻らないことで関西と北陸や広島を結ぶ「昼特急」を大幅に減便するなどしている。

  - 国土交通省の調査では高速バスも含めた乗合バスの2020年8月の輸送人員・運送収入は、コロナ流行前の2019年8月に対して約6〜7割減となっていることが明かされている[28]。
  - こうした事態に対し、従業員を休業させることで国から支給される雇用調整助成金を約7割の事業者が活用しているとされている[28]。
  - 一方で、貸切バス需要の激減による減収を補うために新たに都市間高速バス事業に参入する貸切バス事業者が現れている[29]。

#### 運転手不足の表面化と2024年問題
- - 2023年5月には新型コロナウイルス感染症の感染症の予防及び感染症の患者に対する医療に関する法律（感染症法）上の位置付けが5類に移行され、行動制限が解除されたことで需要が回復しつつあるにもかかわらず、コロナ前と比較してバス運転士不足が更に深刻さを増し、休廃止される路線が相次いでいる[30]。
  - 加えて、2024年4月1日には改正労働基準法による自動車運転業務における時間外労働の上限規制の猶予期間が終了することや、それに伴ってバス運転士の労働時間や勤務形態に対して厚生労働省が設定した「バス運転者の改善基準告示」も改正されることから、2023年以降、休廃止や減便される路線が相次いでいる。（いわゆる2024年問題）
    - この背景には運転手不足によって現行のダイヤを維持するのが困難な状況の中、路線バスや自治体から委託を受けて運行するコミュニティバスなどの生活路線を確保しなければならないことから、運転手を捻出するために高速バス路線の減便や廃止を選択する事業者が増えている。
    - 廃止、減便される路線はコロナ禍を経て需要が減少した長距離夜行バスだけでなく、昼行便でしかも運行本数も多い路線についても「札幌ー函館線（高速はこだて号）」（北海道中央バス、北都交通、函館バス）などが減便、「長野ー松本線」（アルピコ交通）、「富山ー金沢線」（富山地方鉄道、北鉄金沢バス）などが廃止されるなどしている。

## 現状

### 座席
- 夜行バスは3列独立座席が主流になった。また、西日本地区では長距離を走るバスは昼行便でも3列独立座席が主流となる（例：京阪神 - 高知、松山 〈西日本JRバス、JR四国バス〉、大阪・神戸 - 鳥取・米子 〈日本交通〉、九州地区の長距離路線）。一方、東日本地区では夜行バスでも比較的短い距離であれば4列シートのバスが運用に就くことがある。
- 北海道における高速バス
  - 札幌発着の多くの路線が北海道中央バス単独の運行か、北海道中央バスが幹事会社となる他のバス会社との共同運行である。道内の東京バスグループ各社による路線も運行されている。
  - 札幌発着の夜行便もある4路線（高速はこだて号、スターライト釧路号、ドリーミントオホーツク号、イーグルライナー）では、昼行便にも3列独立座席（一部車両、後部4列）の車両が使われている。また、夜行便は運行時間が夜間のみに限られるため、途中の乗客のための休憩は無い（乗務員休憩はある）。

- 特別シートの設置など

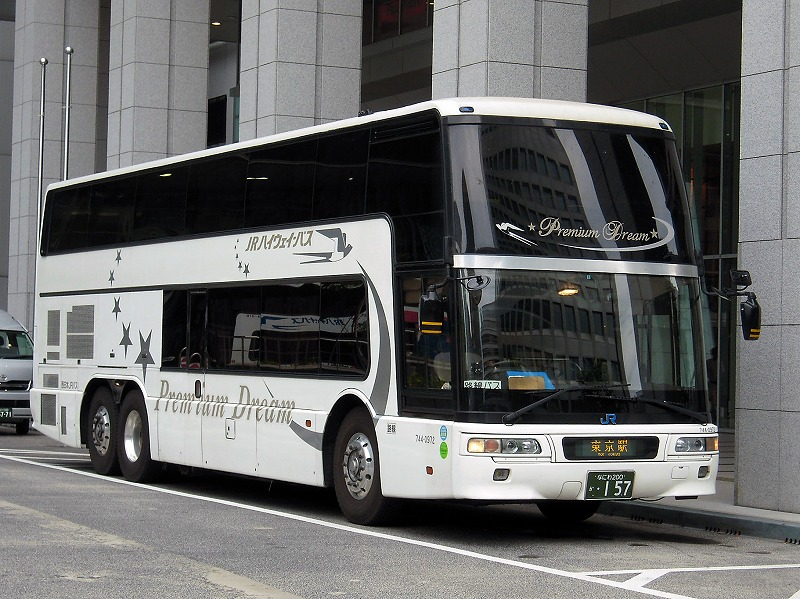
西日本JRバス「プレミアムドリーム」

  - 他の座席より幅が広く座り心地の良い座席を数席程度設置し、通常の運賃に特別料金を足した金額を支払うことで利用できる特別シートを設置している路線がある。弘南バスの「ノクターン号」の『スーパーシート』（プラス3,870円）、JRバス関東の「上州ゆめぐり号」の『Gシート』（プラス500円）、西鉄の「はかた号」の『プレミアムシート』（プラス4,000円）など。JRバス関東・西日本JRバスの「プレミアムドリーム号」は1階が『プレミアムシート』（プラス1300円）・2階が『スーパーシート』（プラス700円）であり全席とも同一路線の他の便より高額となる。
    - 座席を幅広く座り心地の良いものにするだけでなく、座席の前後と通路に仕切りを設け、個室のようになる特別シートもある。海部観光の「マイフローラ」や、中国バスの「ドリームスリーパー」など。

  - 一方、幅が狭く、通常の運賃より安い価格で利用できる座席を設置している路線もある。フェニックス号の『セレクトシート』など。
  - 中央高速バス伊那・飯田線では、4列座席の車両を使用し、通常の運賃に追加料金を支払うことで隣り合う2席を独占できるサービスを実施している 。
- シートベルト着用義務他
  - 一般の高速道路を走行するバスでは、乗客全員シートベルトの着用が義務となる[31] が、一定の要件を満たす場合には、急行バスなどで立ち席の乗車が認められることがある。この場合、シートベルトの装着は必ずしも義務ではない[32]。

### 鉄道との競合
- 運賃が鉄道の普通運賃並みかそれ以下と安価なこと、国鉄が分割民営化前に中距離の昼行急行列車を軒並み特急に格上げさせ料金を上げたこと、さらに幹線から支線への直通列車や座席付き夜行列車を国鉄・JRが減便させたのも相まって、価格の特に安い旧ツアーバス系列の便を中心に女性や学生からの人気を獲得している。
- 安価な都市間交通手段として以下の路線で人気がある。煩わしく、時間のかかる乗り換えが不要で、必ず着席できることから通勤用としての需要もある[33]。
  - 東京都内（東京駅・新宿駅） - 名古屋・京都・大阪・神戸市内や東京都内 - 仙台、大阪市内 - 金沢・岡山・広島・福岡などの昼行便（JR系会社 〈JRバス東北・JRバス関東・JR東海バス・西日本JRバス・中国JRバス・JR四国バス・JR九州バス〉 ・近鉄系 〈防長交通〉 の昼特急など）
  - 観光バスと同様の4列座席とし、定員を増やして運賃を下げた夜行便（JR系 〈JRバス関東・JR東海バス・西日本JRバス〉 の「青春ドリーム号」、京王・近鉄系 〈多摩バス・近鉄バス〉 の「カジュアルツインクル号」、東武・近鉄系 〈東北急行バス・近鉄バス〉 の「フライングスニーカー号」）

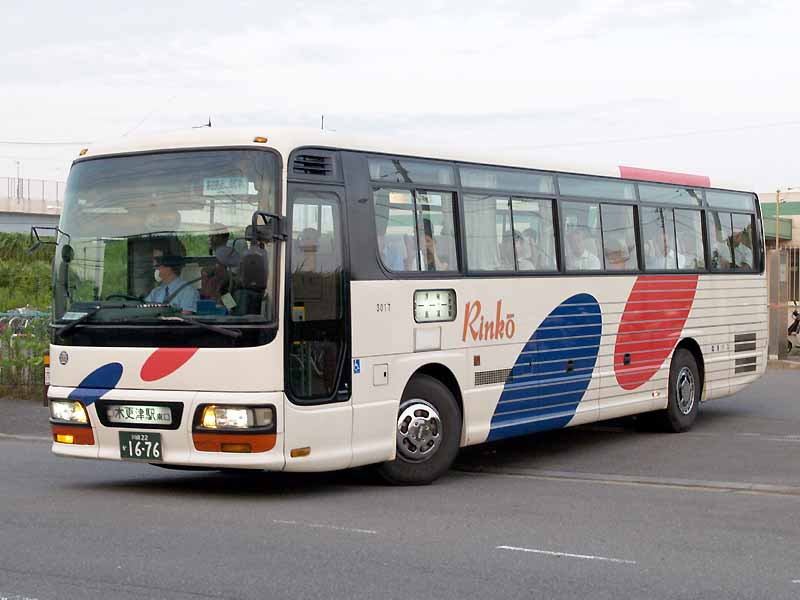
アクアライン高速バス 川崎駅 - 木更津駅線（川崎鶴見臨港バス）

- 鉄道利用よりバス利用の方が所要時間が短い路線もある。このような路線も人気が高い。
  - 仙台市内 - 山形市内、（宮城交通、山交バス）
  - 福島市内 - いわき・会津若松、会津若松 - 郡山 - いわき[注 12]、（福島交通、新常磐交通、会津乗合自動車）
  - 会津若松 - 新潟（会津乗合自動車、新潟交通）
  - アクアライン高速バス:東京都内（東京駅・品川駅・羽田空港）・神奈川（横浜駅・川崎駅） - 房総半島 （京成バス・京浜急行バス・東京空港交通・川崎鶴見臨港バス・日東交通・小湊鉄道・東京湾横断道路サービス・JRバス関東）
  - かしま号:東京駅 - 鹿島セントラルホテル・鹿島神宮駅・茨城県立カシマサッカースタジアム（JRバス関東・京成バス・関東鉄道）
  - 中央高速バス:新宿 - 富士五湖、飯田、身延（京王バス・富士急行・山梨交通・アルピコ交通・信南交通・伊那バス）
  - 中央道高速バス:名古屋 - 飯田・伊那・箕輪・駒ヶ根（名鉄バス・信南交通・伊那バス）
  - 中国ハイウェイバス:大阪駅 - 津山、北条、西脇（西日本JRバス、神姫バス）
  - 京都・大阪・神戸市内 - 淡路島・徳島方面（西日本JRバス、JR四国バス、本四海峡バス、神姫バス、淡路交通【淡路島方面】、みなと観光バス (南あわじ市)【淡路島方面】、徳島バス【徳島・阿南方面】、関西の大手私鉄系バスなど）
  - 名古屋 - 伊賀上野間の高速バス（三重交通）
  - 高速八幡線岐阜 - 郡上八幡・郡上白鳥（岐阜乗合自動車（岐阜バスコミュニティ八幡））
  - 広島（広島駅・広島バスセンター） - 備北地区（三次・庄原）、山陰方面（出雲・浜田・松江）（備北交通、広電バス、JRバス中国、一畑バスなど）
  - 福岡市内（天神、博多） - 宮崎県内（西日本鉄道、JR九州バス、宮崎交通、九州産交バス）
- 抽選で当該路線の目的地の名物などが当たるキャンペーンなど、車外から利用促進キャンペーンを行う例も見られる。

### 客貨混載
- バスの小荷物輸送
  - 九州の一部の高速バスでは1970年代から高速バスによる小荷物輸送を行っている[34]。
  - JR東日本グループの高速バスではジェイアール東日本物流および東北鉄道運輸とで設立した地域活性化物流LLP（有限責任事業組合）による地産品の輸送を行っている。
    - 2016年4月からラ・フォーレ号の東京駅行きJRバス東北便で青森県産の「おやつタイムズ」南部せんべいラスクと長芋チップスを輸送する[35]。
    - 2018年4月からいわき号の東京駅行きJRバス関東便でJRとまとランドいわきファーム産のトマトを輸送する[36]。

  - 新宿・東京 - 常陸太田線では、2016年10月4日から常陸太田市内で収穫された野菜を、道の駅ひたちおおたから都内（中野区）に向け輸送している[37][38][39]。
  - 京王バスでは中央高速バス高山線[40] と伊那線[41] の新宿行きで野菜を輸送する。

### 休憩
- 長時間にわたり運行する高速バスでは、適宜、サービスエリアなどで乗務員の休憩時間が設けられる。厚生労働省では連続2時間程度の運行ごとに10分以上の休憩を設けることが提案されているほか、法令（旅客自動車運送事業運輸規則）により最低でも連続運転で4時間ごとに30分の休憩、実車距離500km超の運行については1時間以上（1回20分以上で分割可）の休憩を取るように定められている[42]。乗客が外に出ることが認められる休憩では、運転手から発車時刻が提示される。予定した時刻をすぎると外出した乗客が戻らなくとも発車することがある。この場合、乗車券は無効となり払戻し変更はできない[43]。

## 行政処分の規定
2000年代に行われたバス事業規制緩和と引き替えに、交通違反などの各種法令に違反した場合の行政処分の規定が新たに設定された。
違反した場合は道路運送法40条に基づき、状況に応じて事業者・営業所単位で違反点数（使用停止台数と使用停止日数の積を10で割った数値）が付加され累計違反点数が一定以上になると、50点以上でバス事業の停止、80点以上で事業の許可取消処分が行われる。そのため、違反した事業者は国土交通大臣及び各運輸局長・運輸支局長・自動車検査登録事務所長の命令により、一定期間違反した事業者・営業所での事業拡大（路線の開設や参入）が禁止される（このことを服喪期間という。ただし地元自治体などからの要請があれば特例で路線開設を認める場合もある）。
違反点数の累積期間は原則3年間である。ただし、違反点数が付加されていない営業所において行政処分以前の2年間に違反行為がなく、かつ違反点数が付加された営業所において2年間違反行為がない場合は、行政処分から2年経過した時点で消滅する。なお事業者が分割・譲渡した場合は事業者・営業所単位の累積違反点数が承継される。
なお2004年（平成16年）8月1日に基準が改正され、事業拡大の禁止期間がそれまでの2年間から5点以下の処分で3か月、19点以下で6か月、20点以上や悪質違反で1年間に緩和されたが、車両停止の処分については厳格化され従来は使用停止台数と使用停止日数の積を10で割った数値が整数でない場合は端数を切り上げていたが、改正後は使用停止車両のうち1台の使用停止日数を延長して整数となるように変更された（端数調整により日数が延長されるのでより厳しくなっている）。2006年（平成18年）5月には、飲酒運転を放置した事業者に対しては、違反点数に関係なく事業停止の処分が下せるようにするといった法案が提出された。

## 乗車券

### 座席定員制

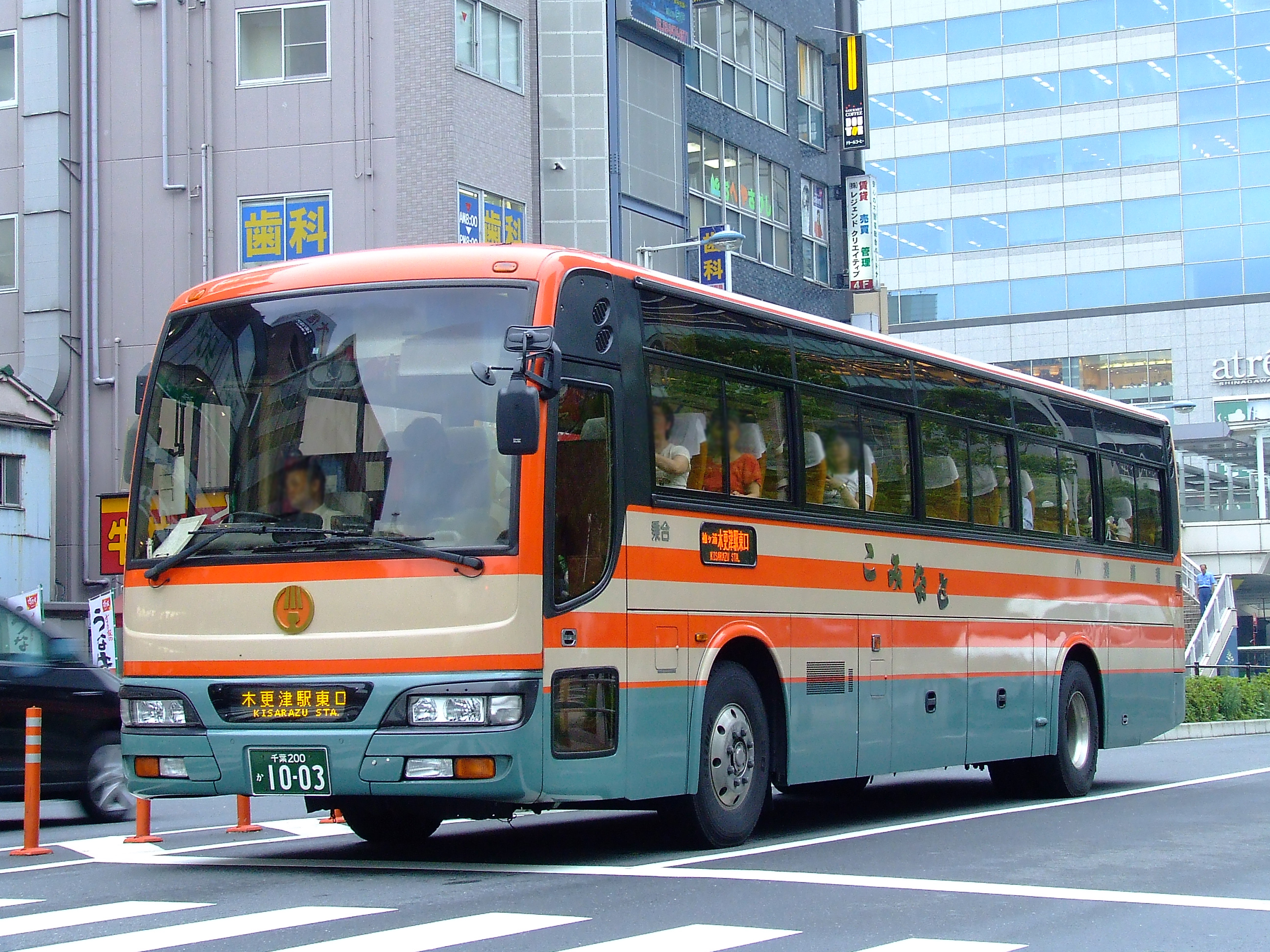
座席定員制を採る小湊鉄道のアクアライン高速バス

座席指定なしで発売される。この場合は事前予約はできないので、乗車時にバスターミナルの窓口で乗車券を購入するか、一般の路線バスの様に車内で直接運賃を支払うことになる。
先着順に乗車し、空いている席に自由に座ることができる。満席となった場合は補助席を利用することになる。しかし、法令により高速道路では立ちっぱなしの乗車はできないため、補助席も埋まると乗車できず、次発の便に回されてしまう。
近距離（100 km程度まで）の高速バスはこの方式を採用している路線が多い。

### 予約定員制

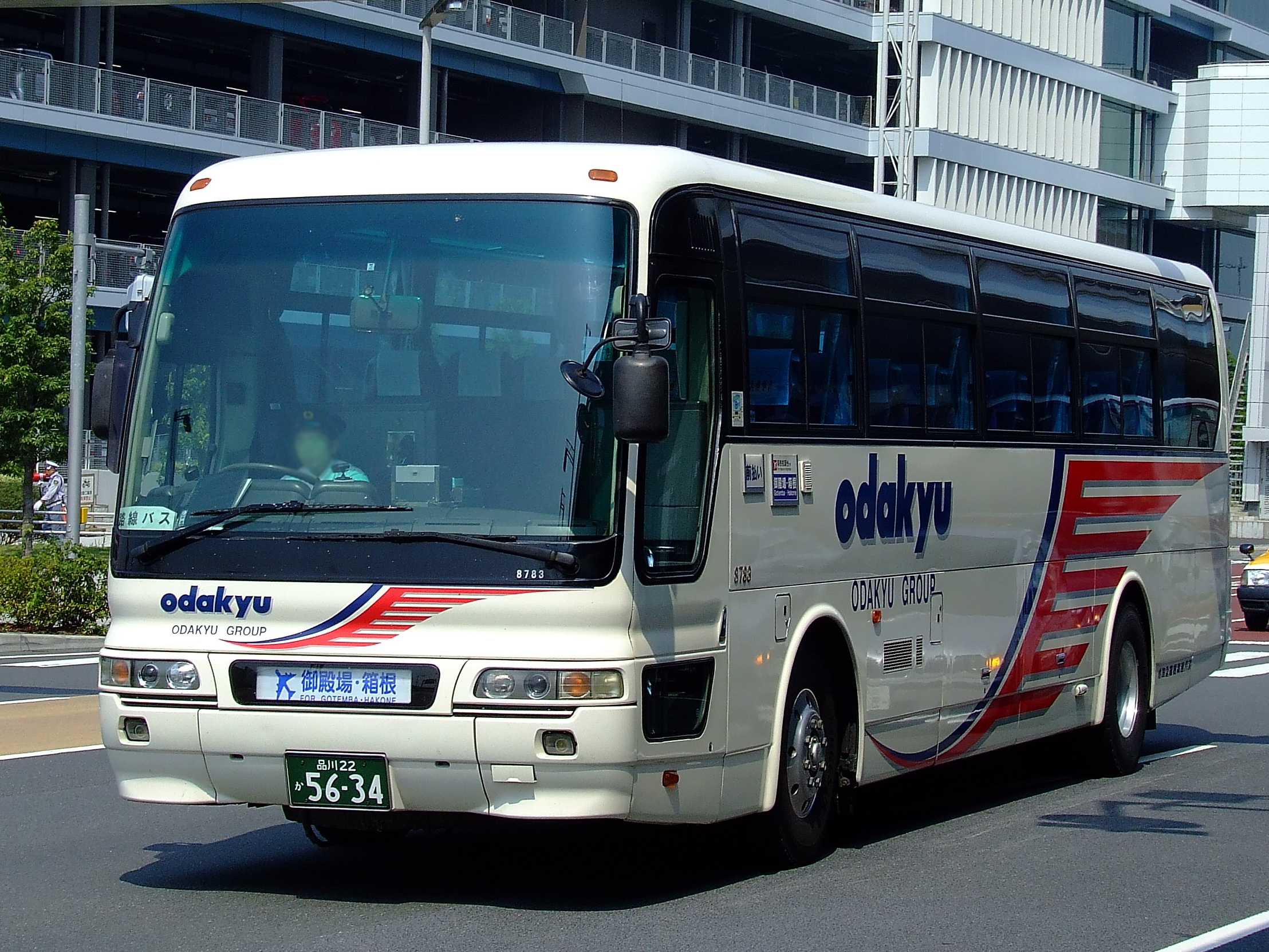
予約定員制を採る小田急箱根高速バス

基本的には座席定員制と同じだが、事前に乗車する便を指定して予約することが原則である。
座席は指定せず、空いている席に自由に座ることができるが、予約していれば、その便の座席が1席分確保されているので満席で乗れない心配はない。予約せずに乗る場合は予約した乗客が優先されるため満席で乗れないことも有り得る。その場合も座席定員制と同様、補助席を利用する。補助席も埋まると次発便へ回される。

### 座席指定制

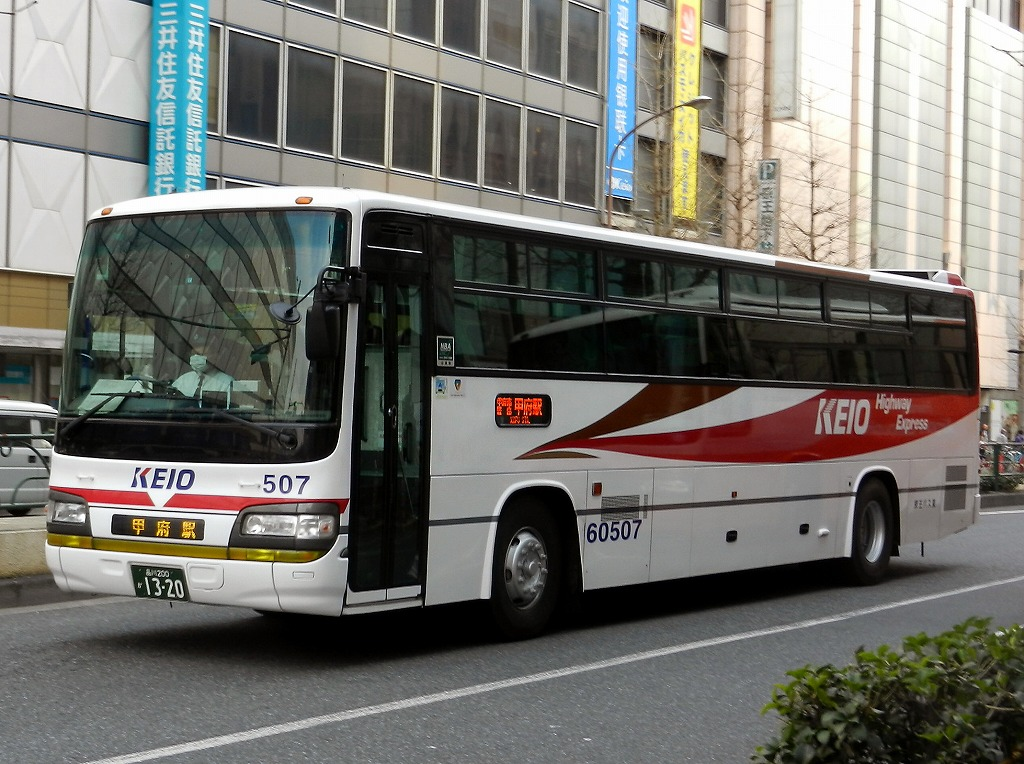
座席指定制を採る中央高速バス（京王バス東）

予約指定制ともいう。事前予約を原則とし、発券時に乗車便・座席も指定するもの。ほぼすべての夜行路線や、私鉄・専業系バスの中・長距離路線の大半で、この方式が採用されている。乗車券はバスターミナルなどにあるバス事業者の直営窓口や旅行会社で事前に購入する。購入前に電話で予約ができる路線がほとんどである。

#### バスターミナルや旅行会社以外での購入方法
次のようなシステムがある。
みどりの窓口
JRバスが運行に関わる中・長距離路線の中には全国のJR鉄道駅などに設置されている「みどりの窓口」で購入できる路線がある。なお、ジェイアール四国バスのようにみどりの窓口での発売を全廃したケースもある(2016年6月時点で、ジェイアールバス東北では、みどりの窓口での取扱いを明言しているのは、北東北 - 首都圏間を運行する2路線となっている。いずれも同社単独運行であり、電話予約も北東北側の出発地の担当支店ではなく、仙台駅東口の同社高速バス案内所で受け付けている)。
インターネット予約システム
インターネットの普及に伴い、予約用ウェブサイトで空席の照会・予約を受け付けるサービスが1990年代末から始まり、多くの事業者に普及している。ウェブサイトにより空席照会・予約に登録を要するものと登録不要のものがある。予約後にバス事業者の窓口、または次に述べる主要コンビニエンスストアに設置されている多機能端末機（マルチメディアステーション）で申込券を発行してレジで運賃を支払い、乗車券の発券を受ける。また、予約時に予約サイト上でクレジットカードにより支払い、乗車券をプリンターで印刷したり、乗車券の内容を携帯電話の画面に表示させることができる場合もある。
- 高速バスネット - JRバス（原則としてJRバス関東・JR東海バス・西日本JRバスの3社が関与している路線のみ。例外はB&Sみやざき号）の高速バスの大半。ドリーム号(ジェイアールバス東北路線分は、後述の発車オ〜ライネットとの併用)の大半、中央ライナー、昼特急など。
- 発車オ〜ライネット - 私鉄系バスの中・長距離の大半路線、東京〜京阪神系統以外の主なJR高速バス、ジェイアールバス東北及び東北地方を主要基盤とするバス会社が担当する路線のほとんど
- ハイウェイバスドットコム - 中央高速バス・中央道高速バスなど、主に京王バスと名鉄バスが運行に関わる中・長距離路線および九州のバス事業者が運行に係わる中・長距離路線
- 両備高速バス予約システム - 両備ホールディングス（両備バス）が運行に関わる中・長距離路線

マルチメディアステーション
上記のように、コンビニエンスストアに備え付けられているマルチメディアステーションで乗車券を予約・購入し発券できる路線が多い。
この場合、マルチメディアステーションで路線や便を検索して直接予約する方法と、あらかじめ電話や前述のインターネットサイトで予約した便の乗車券を、マルチメディアステーションで予約番号などを入力の上で申込券を発券する方法がある（電話窓口や予約サイトでコンビニ払いを指定した場合）。取扱い路線はそれぞれ異なる。これらの場合、乗車券購入時にマルチメディアステーションで出力される申込券をレジへ持参し、運賃を支払った後、レジに接続されているプリンターから乗車券が発券される。

##### 高速バス乗車券・乗車票・指定券一例

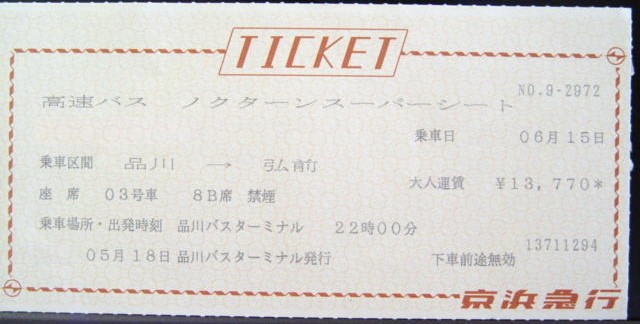
京浜急行電鉄（当時）窓口発行
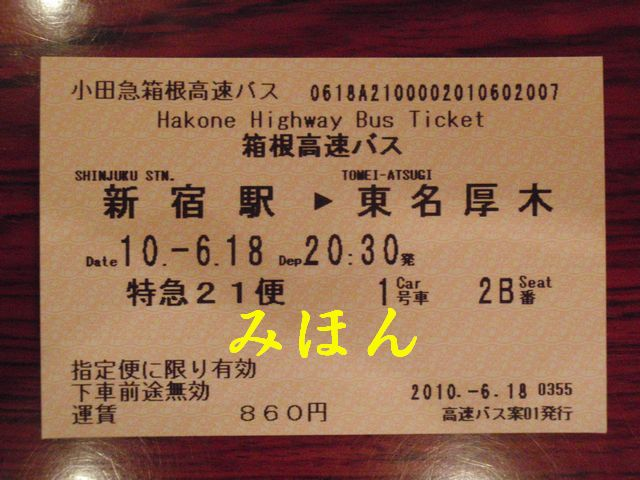
小田急SRシステム発行
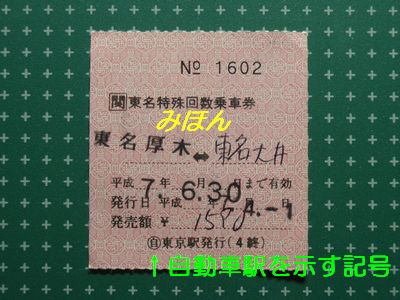
JRバス関東窓口発行 回数乗車券
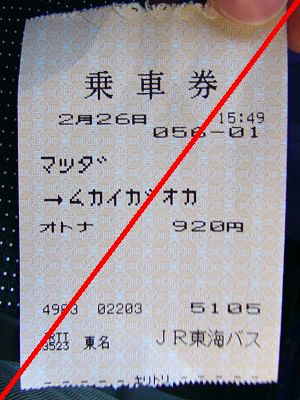
JR東海バス車内発行
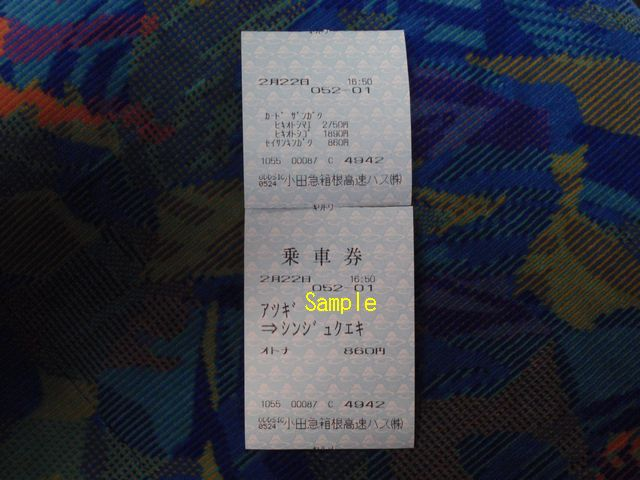
小田急箱根高速バス車内発行PASMO精算
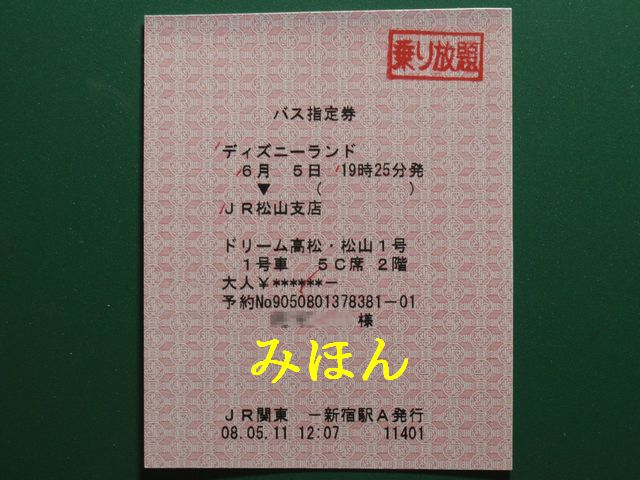
高速バスネット 窓口発行
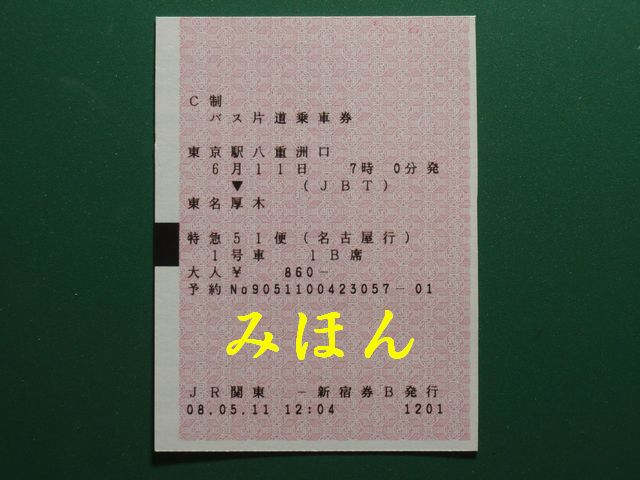
高速バスネット 自動券売機発行
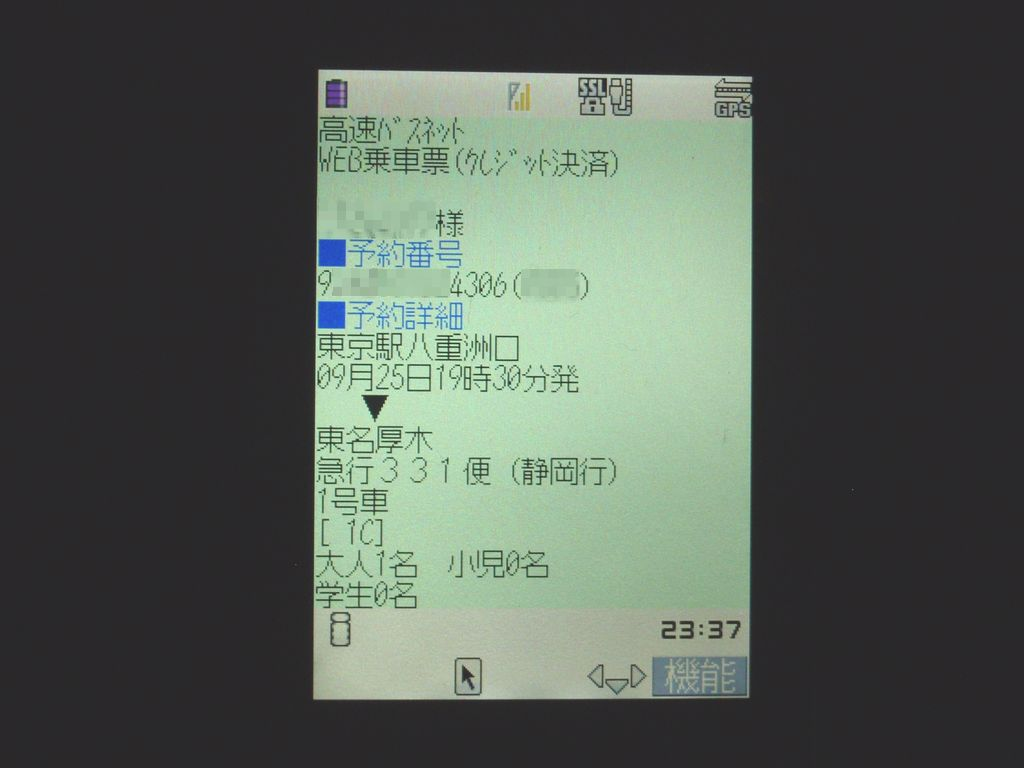
高速バスネット 携帯電話画面に表示
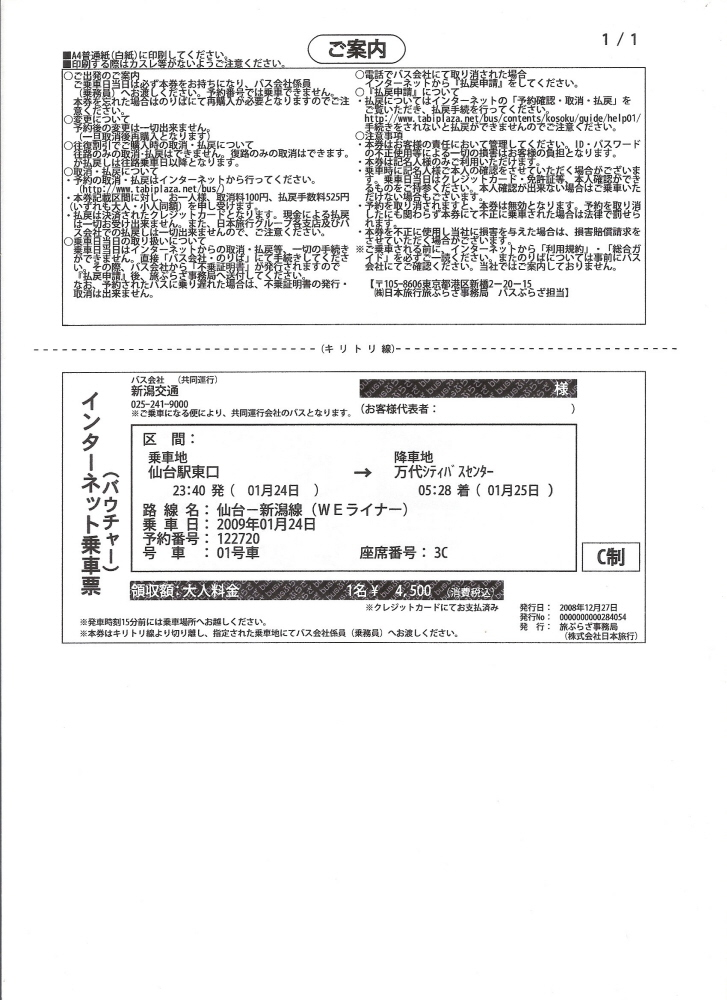
日本旅行バスぷらざ 自身で印刷
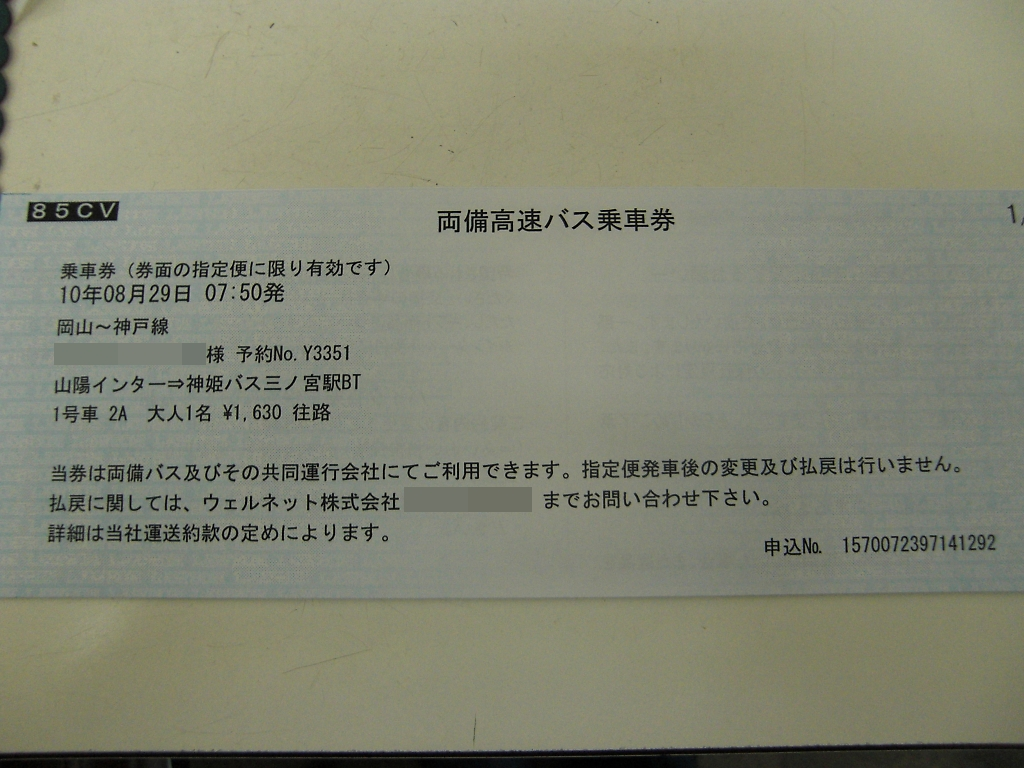
両備高速バス予約サイト ローソンにて発券
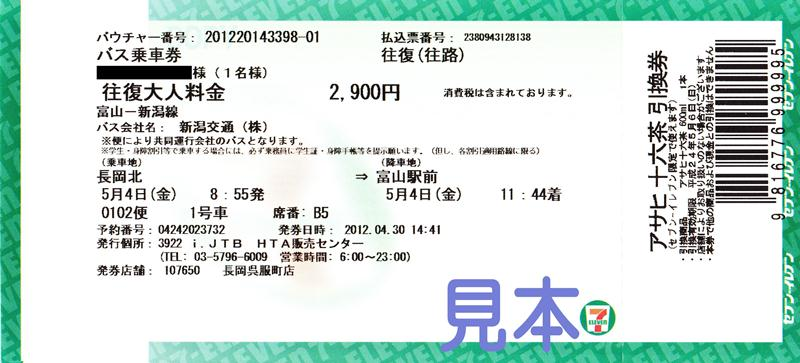
発車オ〜ライネット予約 セブン-イレブンにて発券

##### 旧ツアーバス転換路線
ツアーバスから移行した新高速乗合バスの場合、上記とは異なる独自の予約サイトを持ち、窓口を持たず支払方法をクレジットカードまたはマルチメディアステーションでの支払いに限定し、乗車券を発券しない場合が多い。
また、新高速乗合バスでない高速乗合バスは乗車券を発券した際に座席も指定されるが、新高速乗合バスは運賃を支払ってもその時点では座席が指定されず、当日の乗車時に乗客の性別などを考慮して座席が設定され、各乗客に連絡される場合が多い。

## 高速バスの愛称
日本の高速バスでは便または路線ごとで愛称を付けているケースが多い。理由については様々だが座席指定制の場合は発券、事務処理上の便宜として付けているほか路線・目的地の宣伝広告の意味で付けているケースがほとんどである。自由席の路線でも路線・目的地のアピールとして付けているケースがある。つけ方としては以下のようなつけ方がみられる。
- 事業所毎…その事業所のすべての高速バス路線に付与する（阪神バス「サラダエクスプレス」や、東京バスグループの「ニュースター号」など。また、ツアーバスから移行した事業者の大半がこれに該当する。）
- 路線・系統毎…その路線・系統のすべての便に付与する（福岡〜鹿児島間「桜島号」など）
- 便毎…その路線の特定の便に対して付与される（東名高速線「東名ライナー」など）

## 日本国外の高速バス

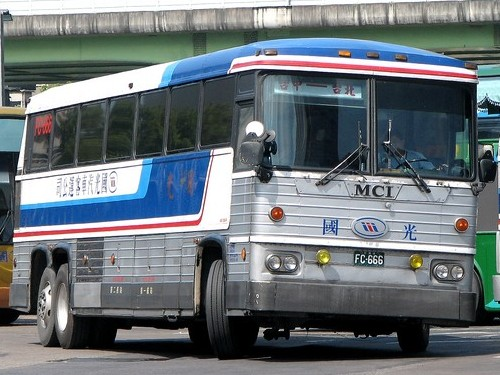
台湾の高速バスの例（国光汽車客運 MCI MC9）

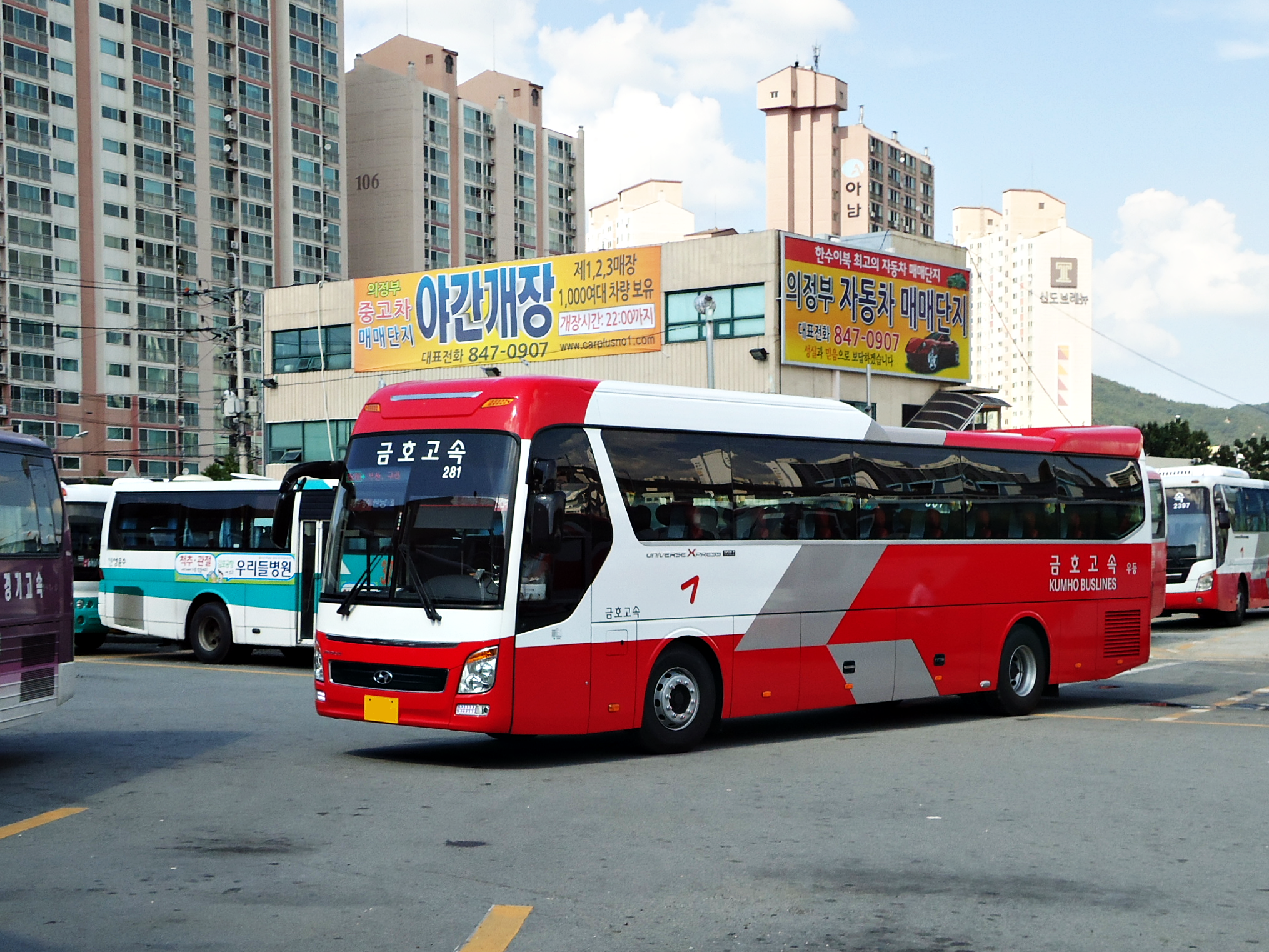
韓国の高速バスの例（錦湖高速 現代ユニバースエクスプレスノーブル）

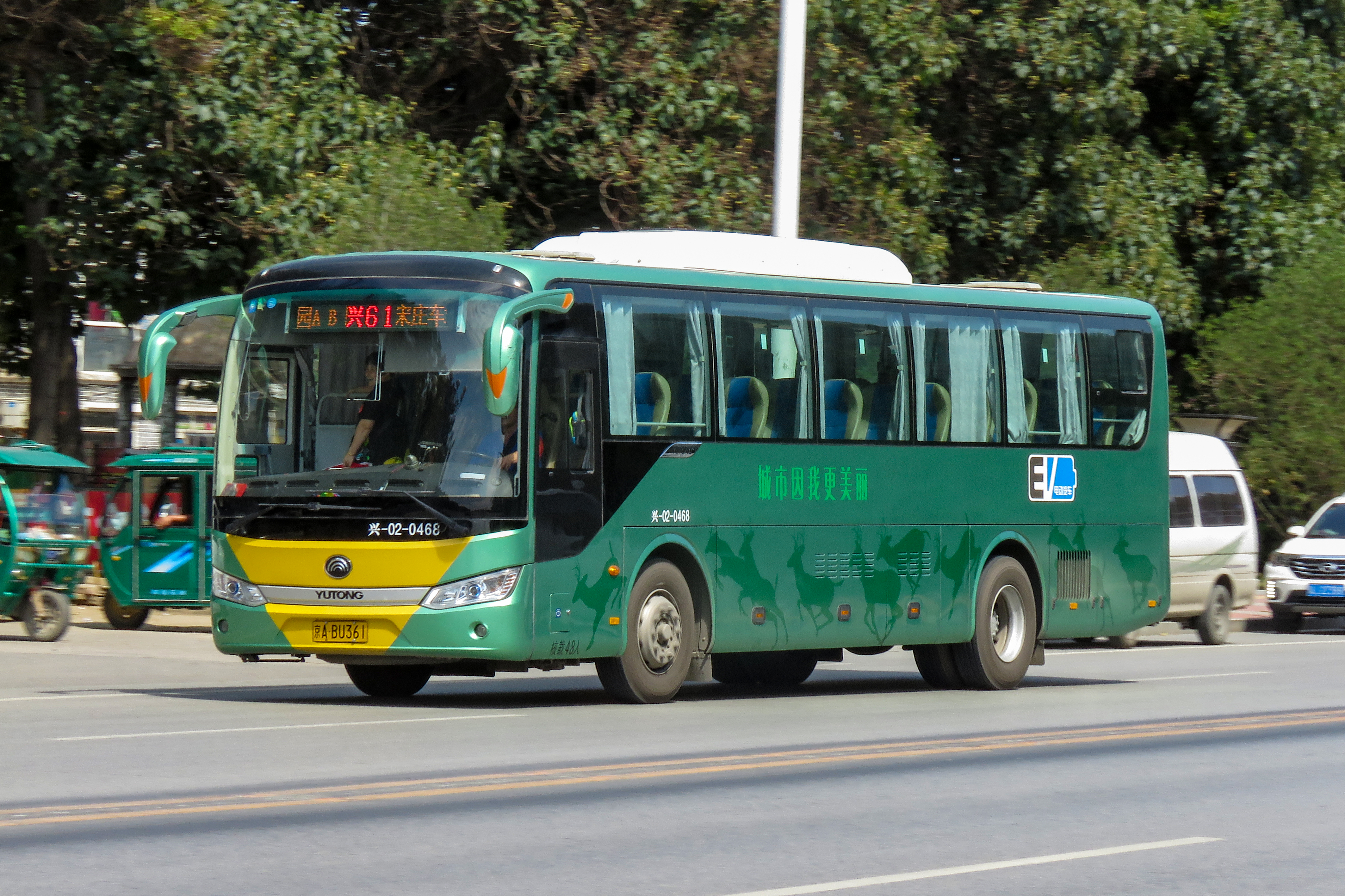
中華人民共和国の高速バスの例（北京新国線客運 宇通ZK6115BEV5）

鉄道や航路の未発達な途上国を中心に利用されているが、先進国・準先進国でも、高速道路が発達した地域では、多くの路線が設定されていることが多い。フィリピンやペルー、ドイツや台湾、韓国はそれぞれの例である（台湾のバス交通及び韓国のバスも参照）。特に鉄道・航空機との競争が激しい台湾では、路線によっては2列シート・按摩・おしぼり・個人テレビ・バスガール付きの豪華な都市間高速バスが24時間体制で運行されている。中華人民共和国でも都市部の急激な経済成長による出稼ぎ労働者の増加に伴って高速バスが発展しており中には車内に寝台を備え付けた「寝台バス」も運行されている。
一方アメリカでは長い歴史を持ち、アラスカを除く本土全土に路線網を有する「グレイハウンド」高速バスがあるが、鉄道のアムトラック同様以下の理由により都市間交通は高速な航空機（格安航空会社）の独擅場と化し、都市間バスは淘汰されつつある。
- 国土が広いため、全土の移動手段としては時間が掛かり過ぎる（日本の高速バスの距離程度のサンフランシスコ〜ロサンゼルス間で8〜10時間程度、大陸横断では乗り継ぎで最短でも3日程度は要する）。
- 1980年代以降の航空自由化により国内線航空運賃の値下げが行われた結果、航空機での移動が一般的になり、高速バスの客層が低所得者層や移民、バックパッカーらが主体になった。
- バスターミナル（デポーまたはディーポ）周辺環境の悪化。特にロサンゼルスなどの都市部では夜間は危険な場所にあることが多いといわれる。そのため、白人を中心とする中間層が遠ざかるようになった。

ヨーロッパでは、ほとんどの国が陸続きになっていることから国際（EU域内）間の路線バスも多く、各国のバス会社が加盟するユーロラインズという協業組織がある。